# Фогелер, Генрих
Ге́нрих Фо́гелер (нем. Heinrich Vogeler; 12 декабря 1872, Бремен, Германия — 14 июня 1942, Корнеевка, Казахская ССР) — художник немецкого югендстиля (модерна): архитектор, поэт, писатель-публицист, живописец, рисовальщик и график, книжный иллюстратор, мастер декоративного искусства.

## Биография
Генрих Фогелер был вторым из семи детей оптового торговца скобяными изделиями Карла Эдуарда Фогелера и его жены Марии Луизы, урождённой Фёрстер, в семье среднего класса в Бремене, на северо-западе Германии. Первый и третий ребёнок рано умерли, так что Генрих, как старший, должен был взять на себя дело отца. Он окончил школу, которую не любил, и должен был начать обучение в бременском торговом доме. Однако Генрих смог убедить отца разрешить ему учиться в Дюссельдорфской Академии художеств. В 1890 году он начал учёбу в Дюссельдорфе в качестве студента, а в феврале 1892 года стал стажёром академии. В сентябре 1892 года он прервал учёбу, отчасти из-за конфликта со своим учителем Иоганном Петером Янсеном. Он не согласился с методикой преподавания, уклонился от лекций по истории искусства и получил выговор от профессора академии. Весной 1893 года он вернулся в Академию и закончил учёбу в зимнем семестре 1894/1895 годов. Во время учёбы он стал членом ассоциации студентов-художников «Тартар» (Tartarus), где его назвали «Горным» (Mining) в честь персонажа романа Фрица Рейтера. Это прозвище сопровождало его на протяжении всей жизни.
После учёбы, прерываемой поездками в Брюгге, Геную, Рапалло и Париж, он в 1874 году присоединился к художникам Ф. Макензену, О. Модерзону, Гансу ам Энде и Ф. Овербеку и стал одним из основателей Ворпсведской колонии художников. Отец Фогелера умер осенью 1894 года, и семейный бизнес был продан. Отцовское наследство изначально позволяло Генриху Фогелеру вести беззаботную артистическую жизнь. Ганс ам Энде познакомил его с техникой гравюры. Совместные выставки в Стеклянном дворце (Glaspalast) в Мюнхене в 1895 и 1896 годах сделали группу художников из Ворпсведе известной на всю страну и принесли им множество наград.

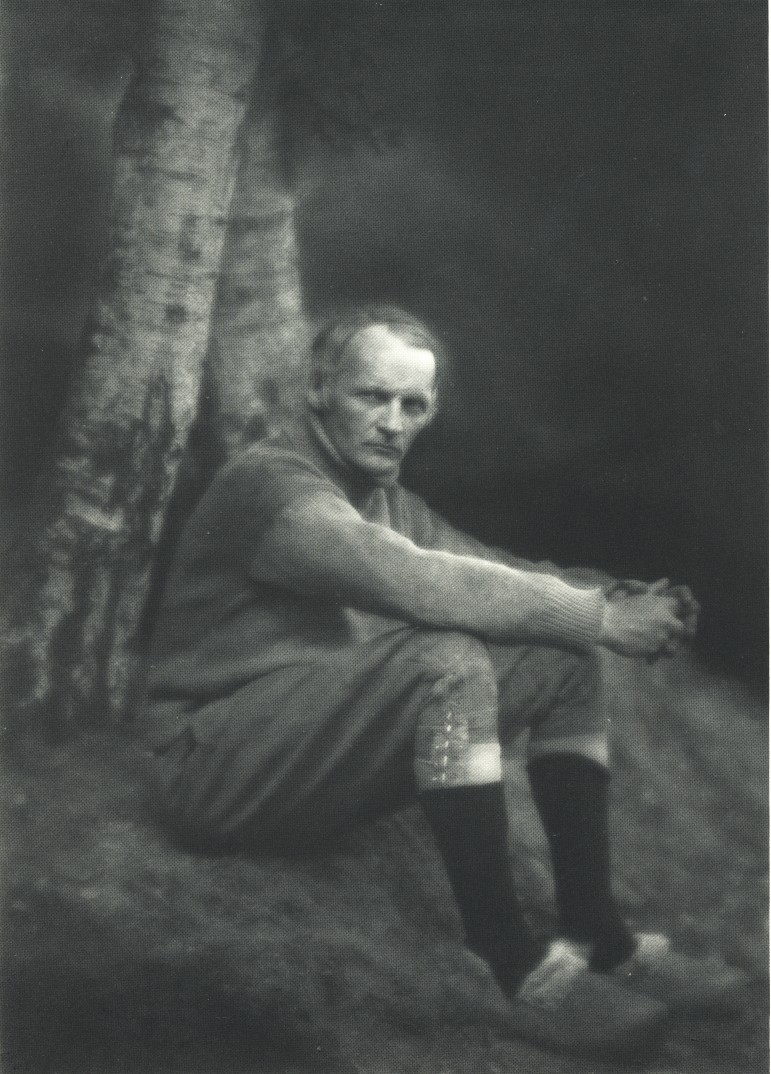
Генрих Фогелер на фотографии Н. Першайда. 1924

До 1908 года Фогелер трудился, используя собственные чертежи, над перестройкой своего дома в Баркенхофе. Дружил с поэтом Рильке, работал над оформлением журнала символистов «Остров» (Die Insel). В 1906 году совершил путешествие на Цейлон. Для изучения концепций «города-сада» в 1909 году побывал в Англии.
В 1914 году Фогелер пошёл добровольцем на войну, в 1915—1917 годах находился на Восточном фронте, где делал полевые зарисовки для военного командования. В 1916 году вышел альбом с его рисунками «С Востока». Фронтовой опыт способствовал формированию его пацифистских настроений. В январе 1918 года он написал свой призыв к миру «Рассказ о милом Боге» (Das Märchen vom lieben Gott) немецкому кайзеру Вильгельму II: «Будь князем мира, поставь смирение вместо тщеславия, истину вместо лжи, созидание вместо разрушения. Преклони колени перед любовью Божьей, Император!».
За пораженческие идеи в начале 1918 года Фогелер был арестован и отправлен в клинику для душевнобольных в бременской больнице на 63 дня.
В первые послевоенные годы Фогелер, выходец из буржуазии, в своих политических взглядах склонялся к анархо-синдикализму. В 1919 году он превратил свой дом Баркенхоф в социалистическую коммуну с пристроенной к ней рабочей школой, изучал труды Маркса, Энгельса и Бакунина. В 1925 году вступил в Коммунистическую партию Германии, стал членом образованного в 1923 году Общества друзей новой России]] (Gesellschaft der Freunde des neuen Rußland) и в том же году совершил свою первую поездку в Советский Союз, где в течение года был руководителем отдела искусств в Коммунистическом университете национальных меньшинств Запада.
В 1925—1926 годах Фогелер несколько раз ездил в Советский Союз, выполняя поручения Международной организации помощи борцам революции (МОПР), председателем которого с 1922 года был его будущий тесть Юлиан Мархлевский. Он же уговорил художника предоставить строение в Баркенхофе детскому дому недавно основанной организации «Красная помощь Германии» (Rote Hilfe Deutschlands, RHD). Впечатления о пребывании в Советском Союзе нашли отражение в таких «комплексных картинах» художника, как «Карелия и Мурманск» (1926), «Строительство новой жизни в советских республиках Центральной Азии» (1927), «Баку» (1927).
В 1927 году Фогелер стал одним из основателей «Рабочей группы коммунистических художников» (предшественницы Ассоциации революционных художников Германии). Однако в 1929 году художника исключили из Коммунистической партии из-за его связи с оппозиционной «группой Генриха Брандлера». В 1929—1931 годах Фогелер работал в качестве рисовальщика в берлинском рекламном и архитектурном бюро «Шар» (Die Kugel') Герберта Рихтера.
В 1931 году художник получил приглашение работать в Советском Союзе, в «Комитете по стандартизации». В следующем году он был направлен на службу в бюро пропаганды в Ташкенте. Приход к власти нацистов в Германии сделал невозможным возвращение художника на родину.
После вторжения Германии в Советский Союз в 1941 году, Фогелера, как и многих других немцев, насильственно депортировали из Москвы в Казахскую ССР. Прибывший в товарном вагоне на станцию Нуринская посёлка Токаревка Генрих Фогелер был определён на поселение в село Корнеевка. Здесь он и умер, ослабленный тяжёлым физическим трудом и отрезанный от пенсионных выплат, в возрасте шестидесяти девяти лет. Точное местонахождение его могилы не установлено.

## Творчество
Генрих Фогелер был разносторонним человеком: он постоянно рисовал, писал акварелью, сочинял стихи, проектировал. Большое количество его произведений постоянно экспонируется в его бывшем доме в Баркенхофе, где после реконструкции и реставрации здания 12 декабря 2004 года был открыт музей Генриха Фогелера, а также в Ворпсведе.
Железнодорожный вокзал Ворпсведе был спроектирован Фогелером (открыт в 1910 году). Он обставлен оригинальной мебелью, также созданной по рисункам художника. Пейзажную живопись, которой он занимался в Ворпсведе, Фогелер сочетал с увлечением книжной графикой, картонами для шпалер, созданием иллюстраций для книг и популярных журналов. При этом на основе натурных этюдов он культивировал изогнутые линии «флорального стиля» и ретроспективные мотивы, почерпнутые им из культуры Китая, Японии и западноевропейской готики. Фогелер проектировал новые образцы мебели, сочетая их с подлинными крестьянскими, которые он находил в отдалённых деревнях. В оформлении интерьеров Бременской Ратуши (1903—1904) Фогелер соединил элементы неоготики и «неоренессанса» с собственными мотивами растительного орнамента.
Одним из центров встреч немецких художников югендстиля с 1895 года стала «Берёзовая усадьба» Фогелера, «его собственный дом в Баркенхофе, вокруг которого Фогелер посадил берёзки, будто сошедшие с его собственных пейзажей. Сам дом, его интерьеры, мебель, обои, светильники были сделаны по рисункам художника. В этом доме, как и в „Красном доме“ Уильяма Морриса, воплотилась мечта художников о создании целостного стиля эпохи во всех видах искусства».
В доме Фогелера бывал австрийский поэт Райнер Мария Рильке, восхищавшийся его ранним творчеством и посвятивший художнику в 1902 году одно из своих сочинений в прозе. Сравнивая Фогелера с Д. Г. Россетти, основателем «братства» прерафаэлитов, Рильке писал: «Его жизнь — не от мира сего, простая и праздничная, скромная и великая… Его искусство выросло из этого сада… Сад — это его стиль, — цветущая и растущая действительность… Он художник тихого, немецкого жития Девы Марии, которое проходит в маленьком саду».
Сам Фогелер объяснял свои устремления: «Я не заметил, как сделал из своей жизни произведение искусства». Сотрудничая с Рильке, Фогелер с 1899 года стал работать в книжной графике, оформлял издания стихов поэта. Позднее пути Рильке и Фогелера разошлись, поэт посчитал творчество художника ограниченным.

## Живопись

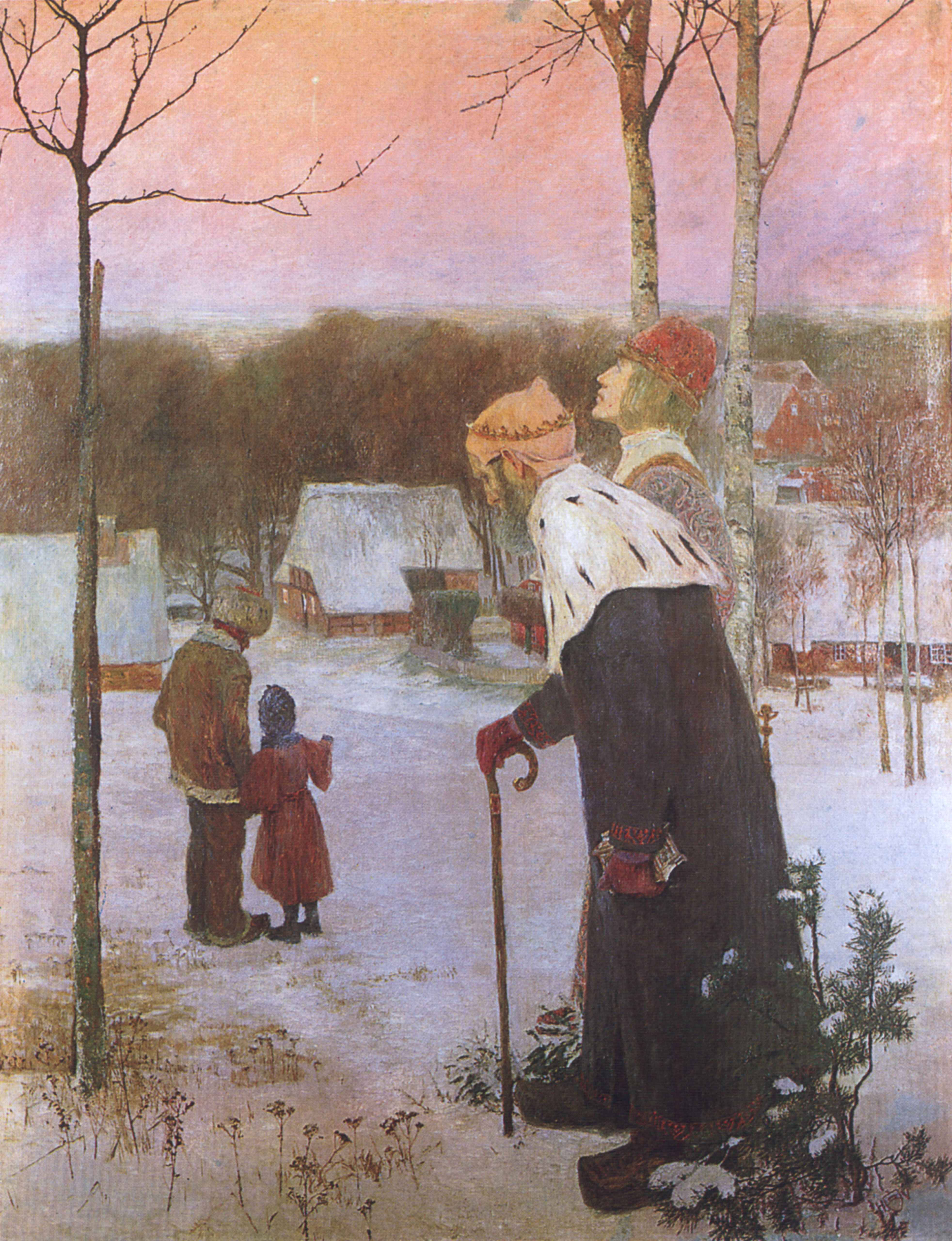
Зимняя сказка. Три святых короля. 1897. Холст, масло
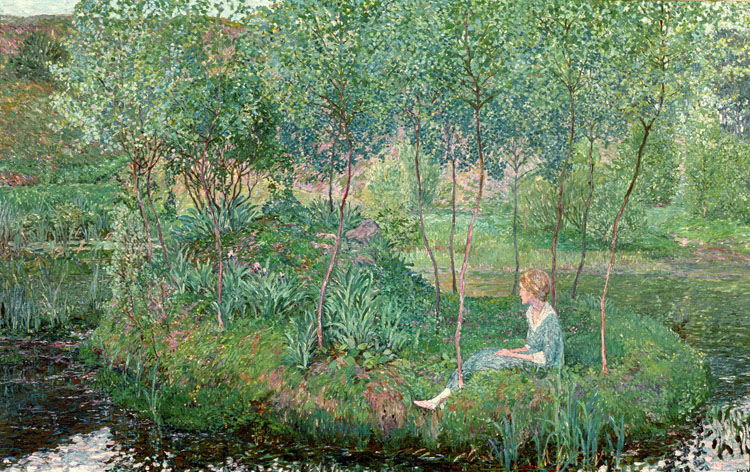
Весна. 1913. Холст, масло
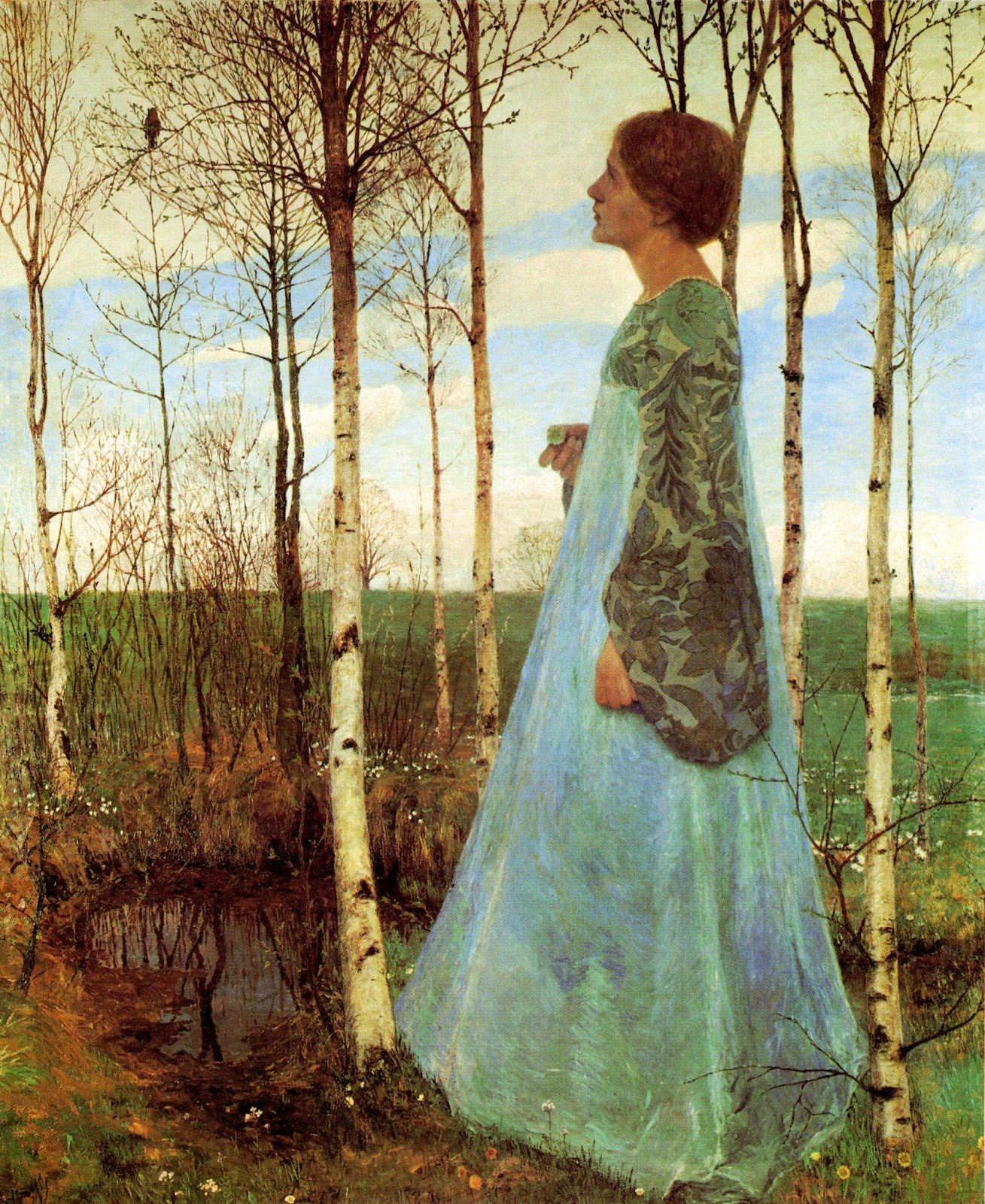
Весна. Портрет Марты Фогелер. 1897. Холст, масло
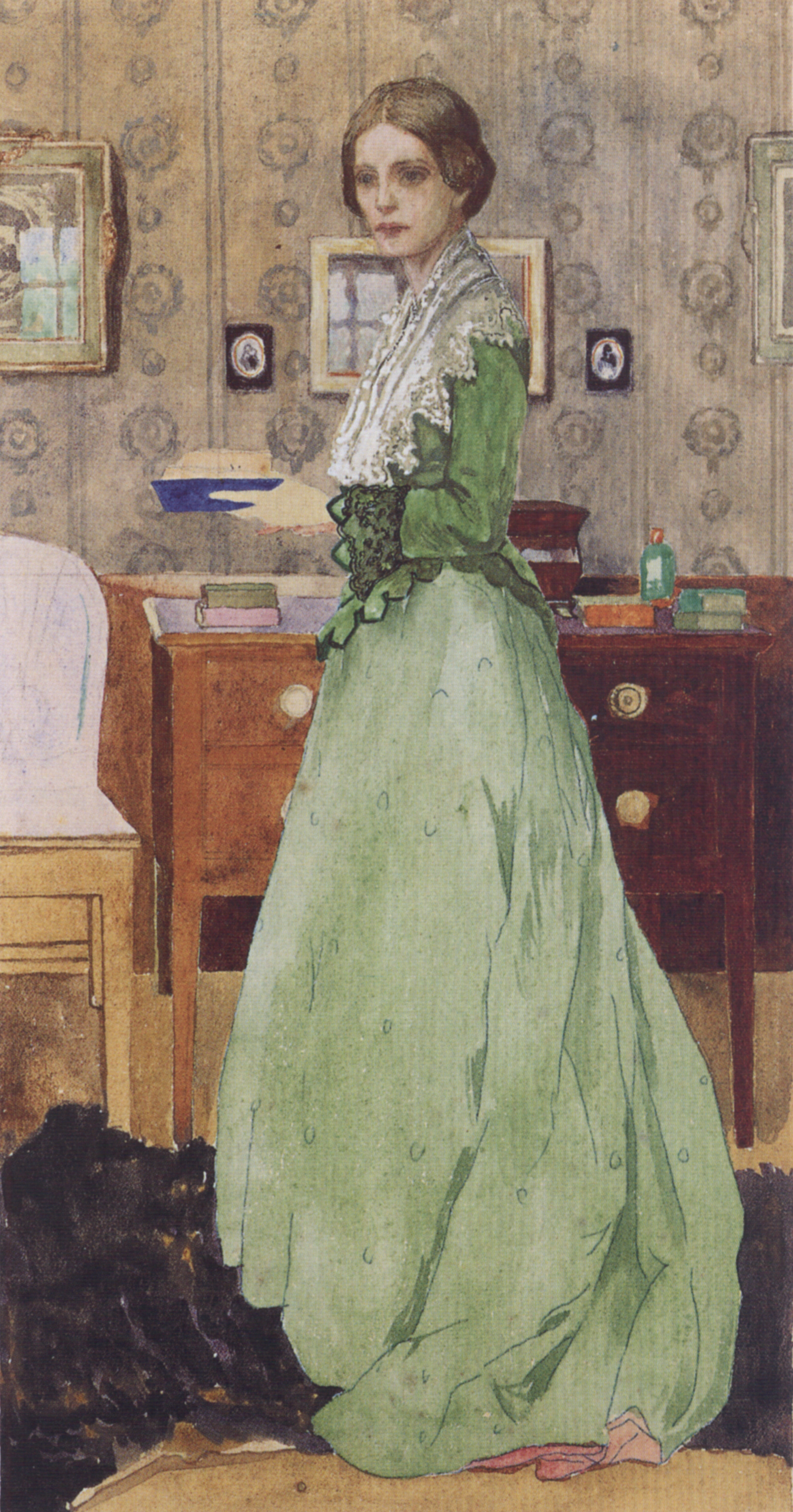
Марта Фогелер в Баркенхофе. 1901. Бумага, акварель, карандаш, перо, тушь
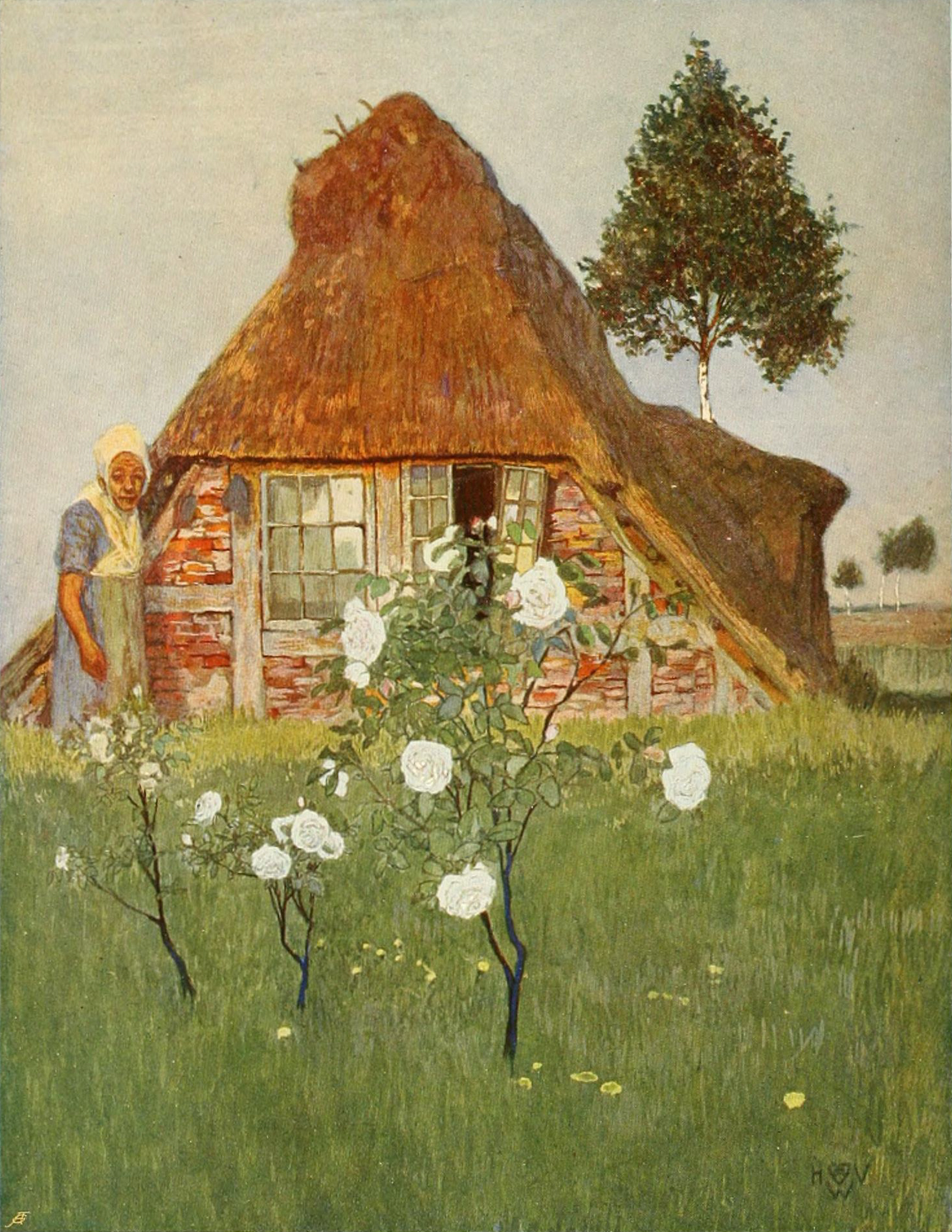
Вечернее солнце на болоте. Ранее 1903 г.
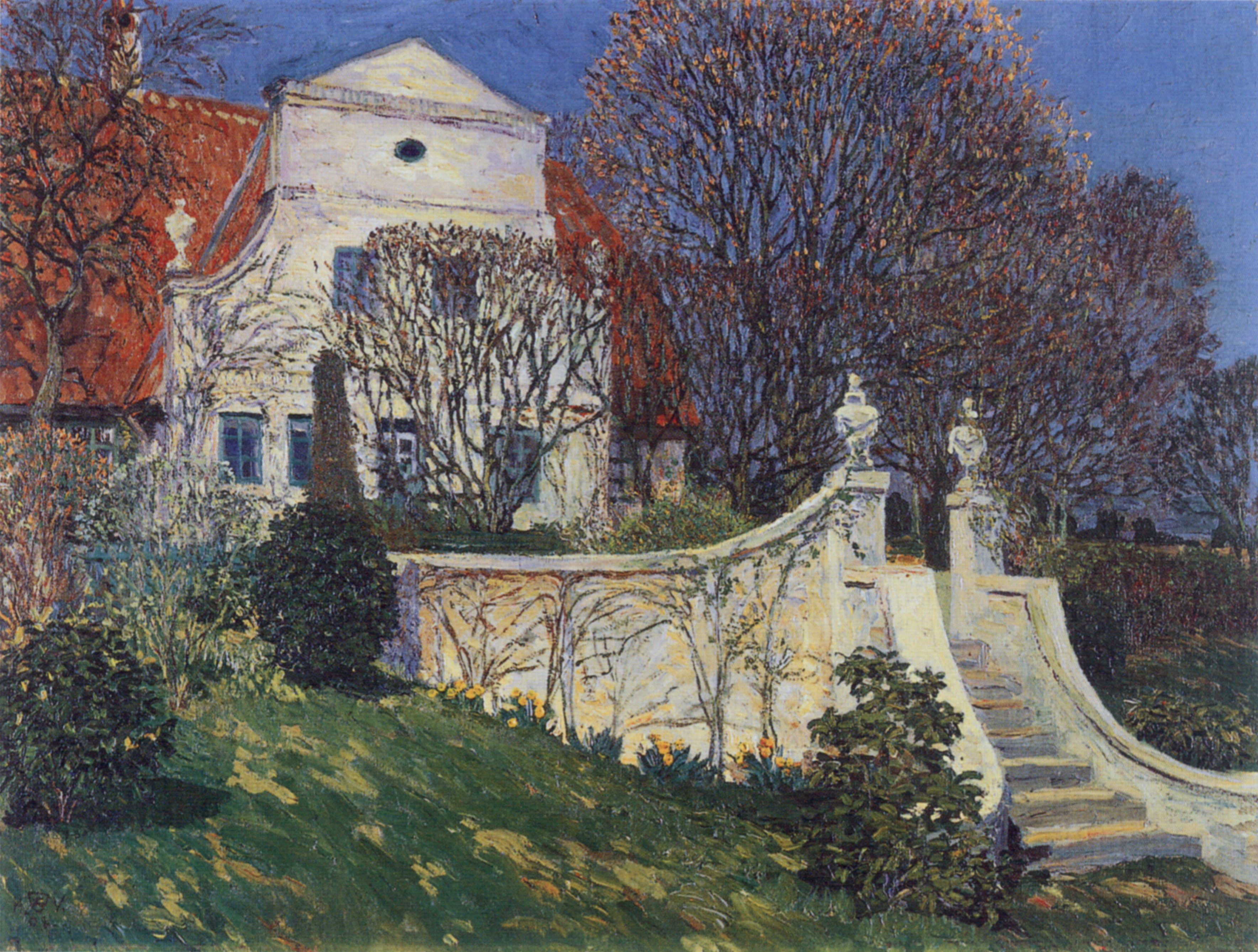
Баркенхоф. 1904. Холст, масло
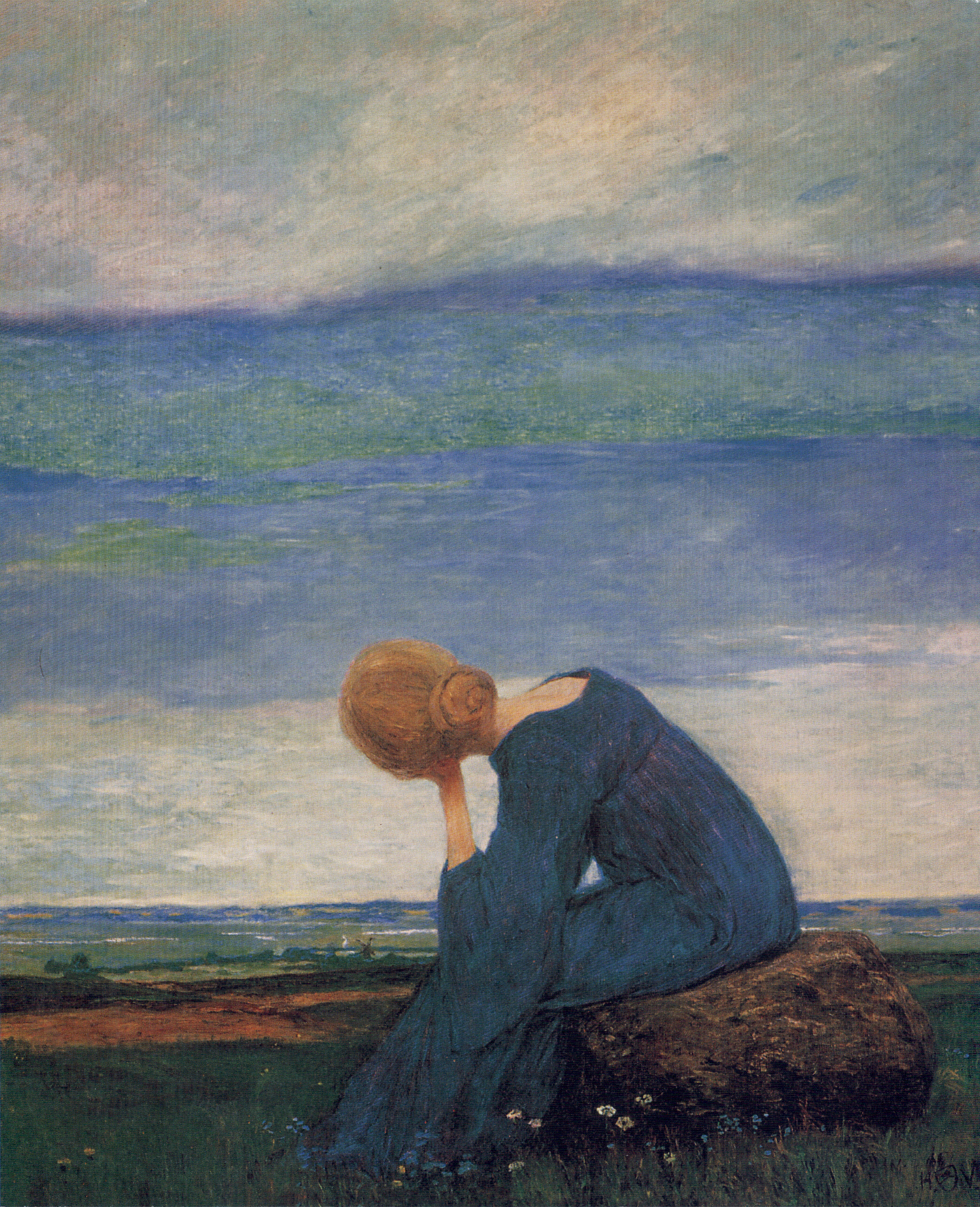
Тоска (Мечтания). Ок. 1900. Холст, масло
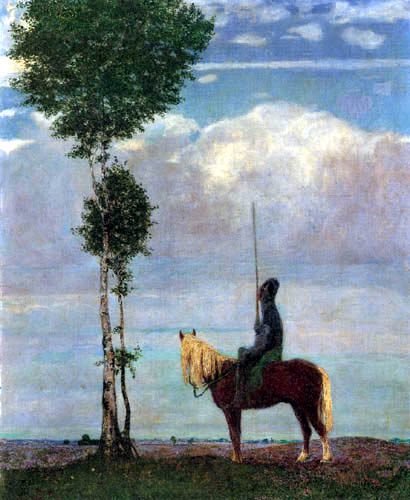
На краю пустоши. 1900
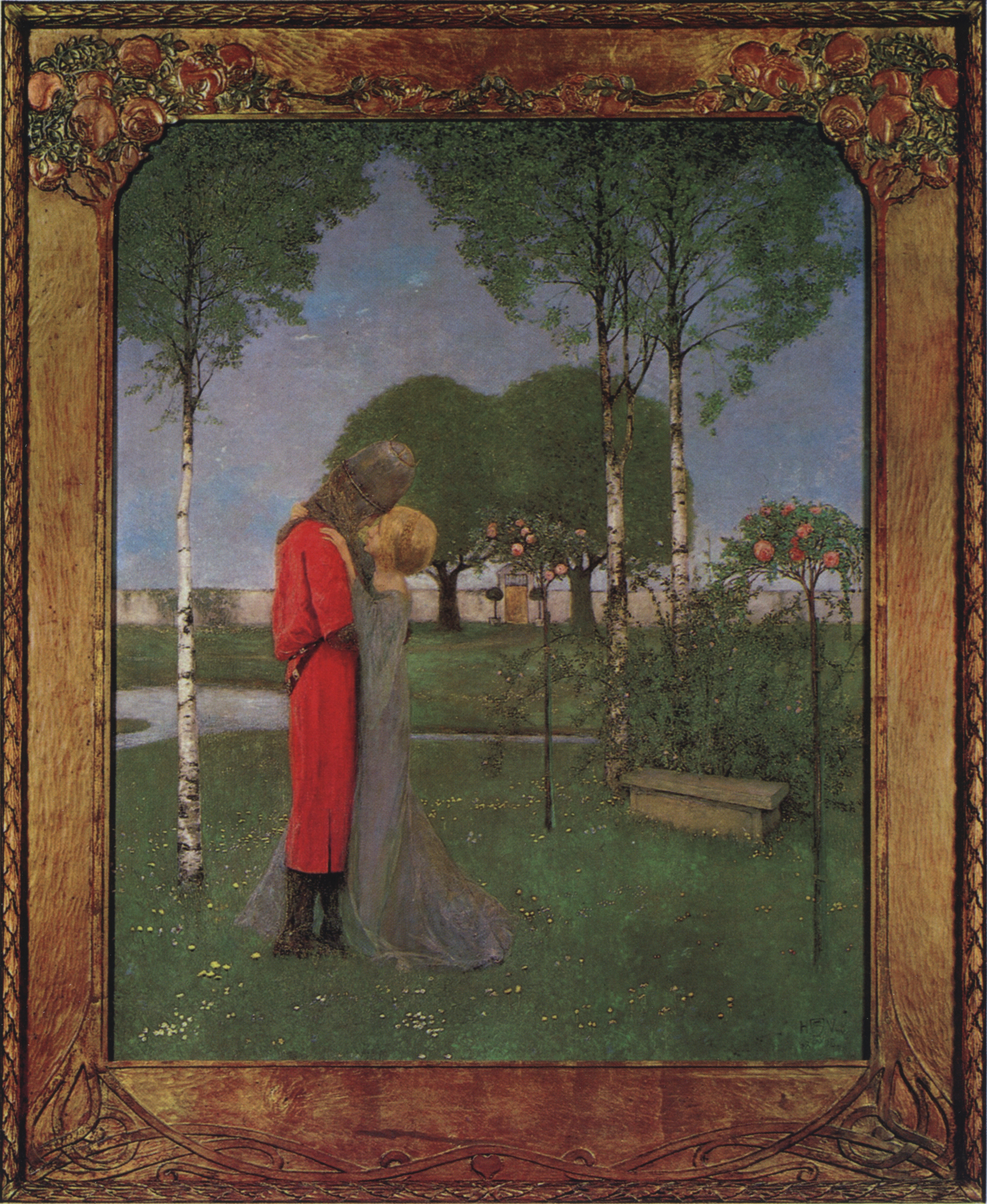
Возвращение домой. 1898. Картон, масло

Во время Первой мировой войны Фогелер стал работать в новом экспрессионистском стиле живописи, а в 1920-х годах творчество художника снова изменилось. Используя новаторские приёмы кубизма и футуризма, он пришёл к созданию «комплексных картин», для которых характерно «монтажное» соединение разных планов и сюжетных линий. Вместе со старшей дочерью, Мике, он расписал свой дом в Баркенхофе фресками, посвящёнными революционной борьбе и образам нового справедливого общества. Осенью 1926 года ландратом Остерхольца была предпринята попытка уничтожить эти настенные росписи как опасные и разжигающие классовую ненависть, однако общественная кампания в поддержку художника позволила их спасти (но в 1939 году они были уничтожены).
После посещения Москвы Генрих Фогелер стал писать картины на политические темы. После окончательного переезда в Москву в 1931 году он начал работать в стиле социалистического реализма.

## Архитектура, книжная графика, декоративное искусство

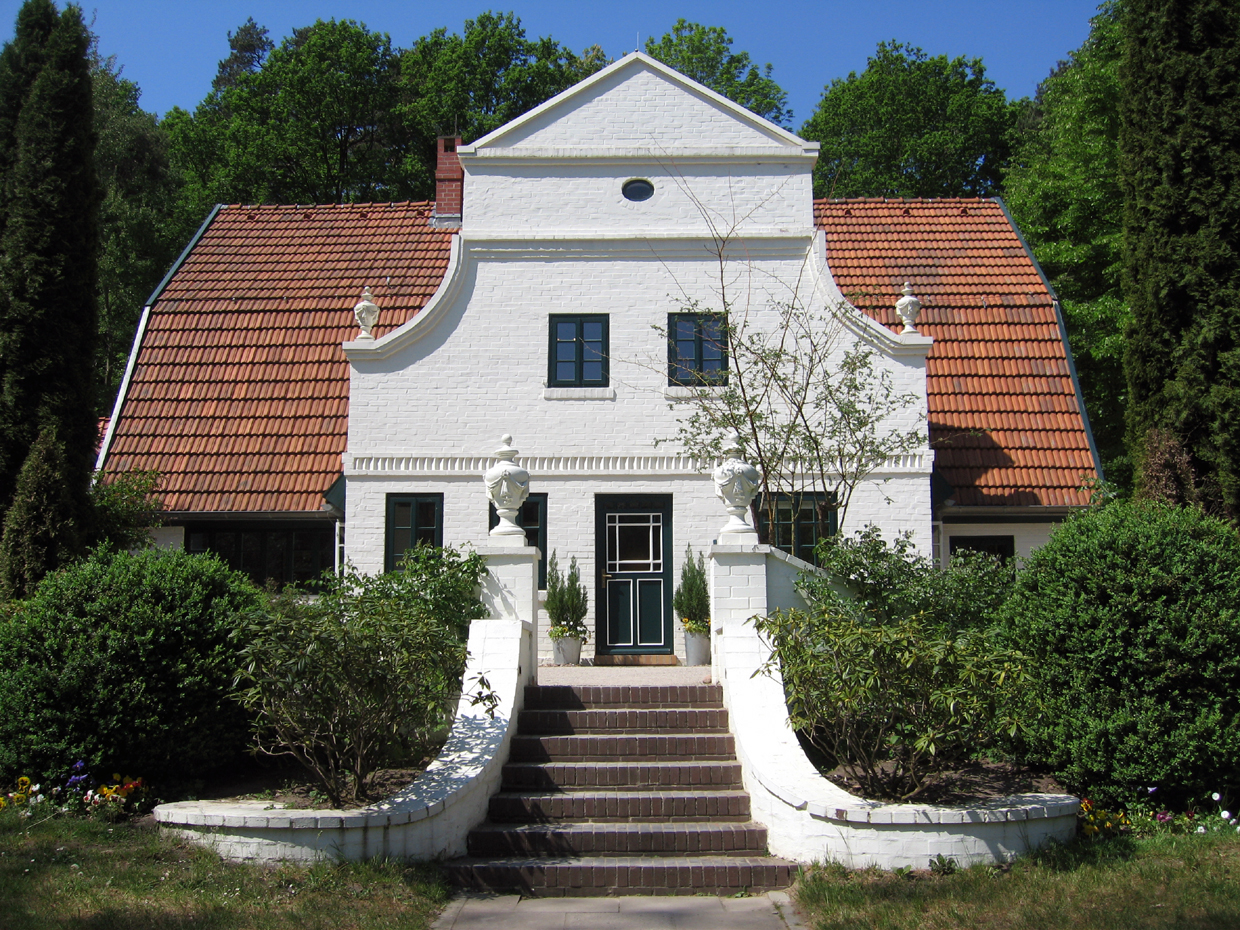
Баркенхоф. Ворпсведе. 1900—1906
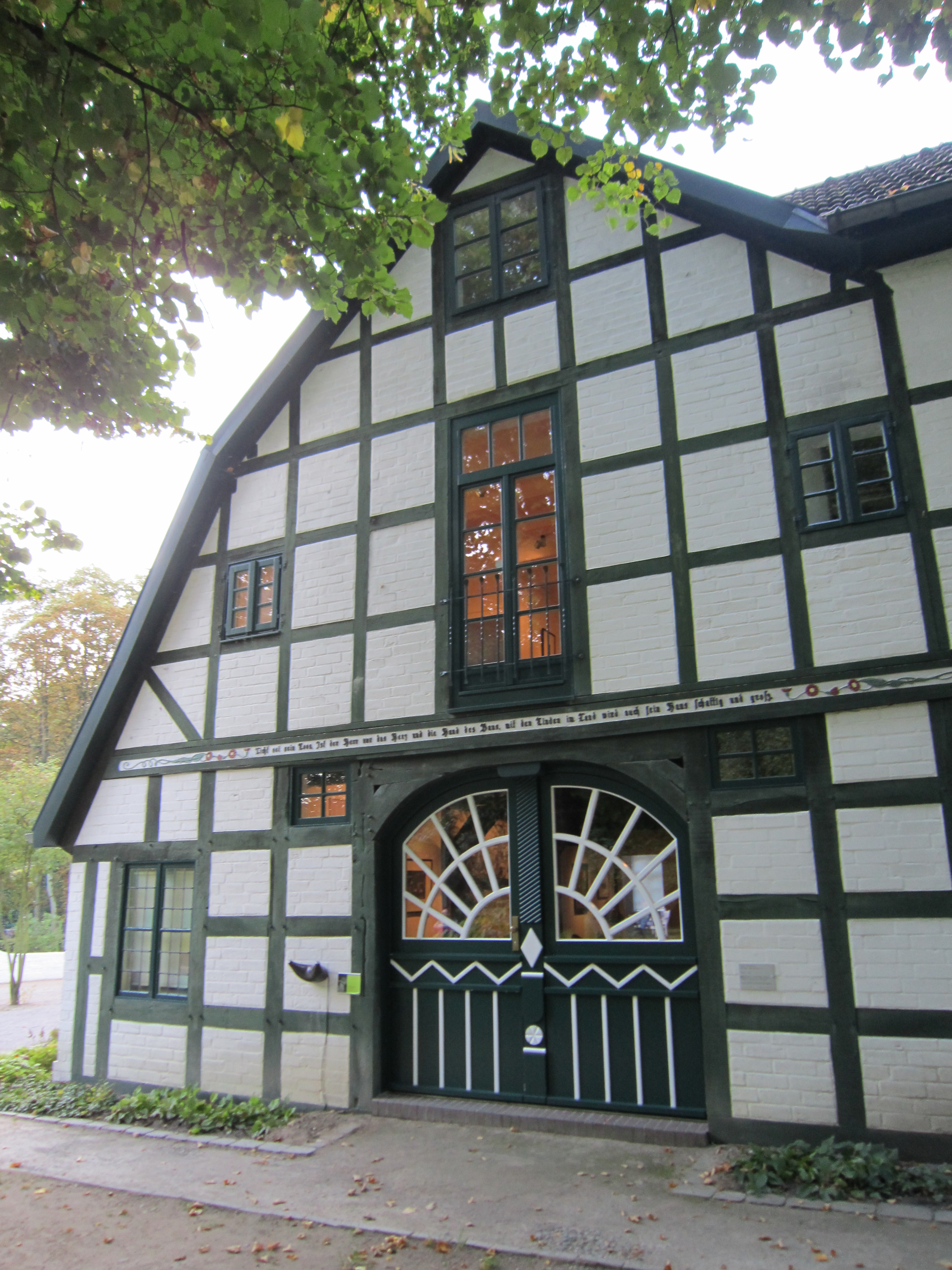
Баркенхоф. Северный фасад
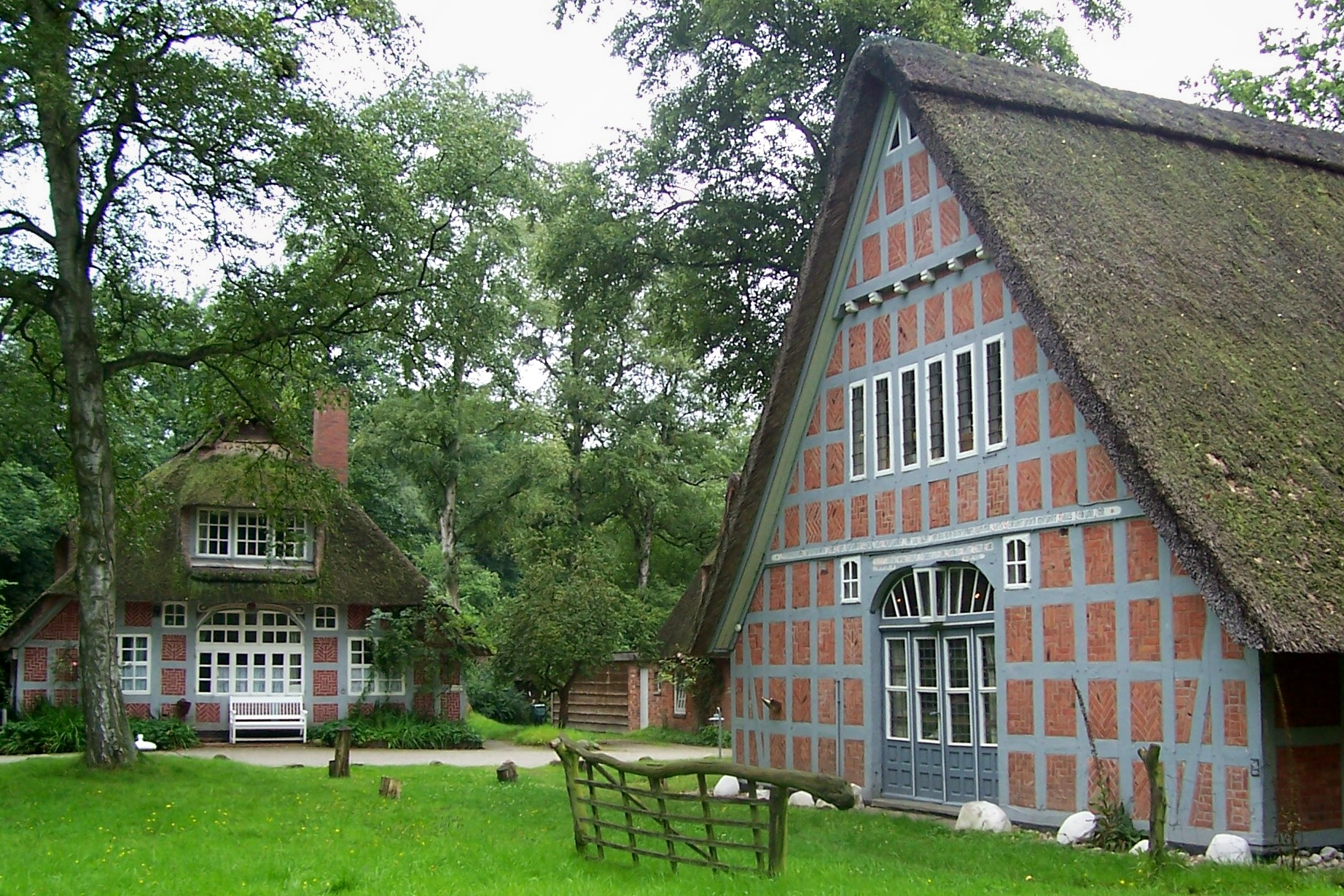
Дома в Ворпсведе
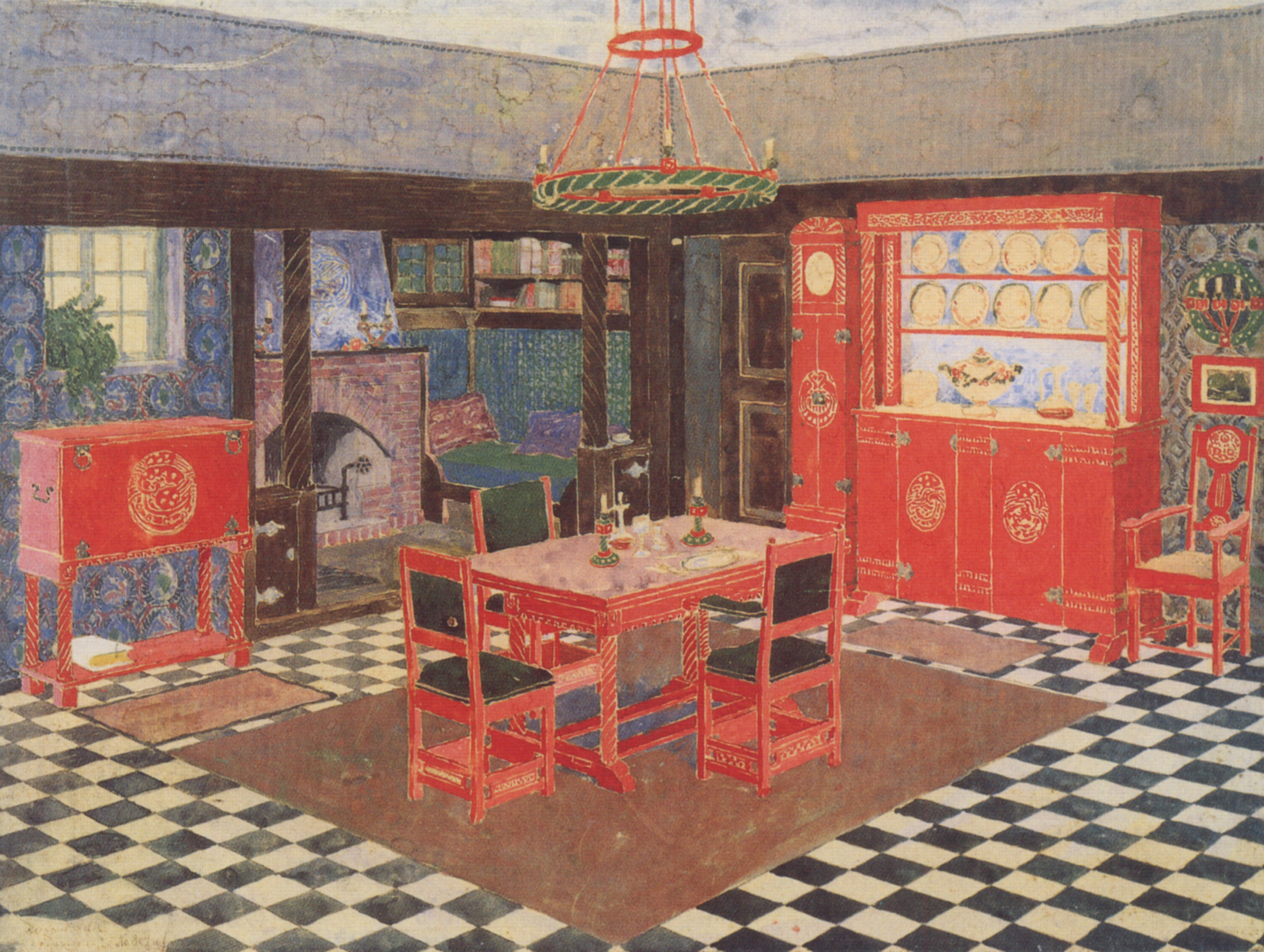
Интерьер столовой. 1909
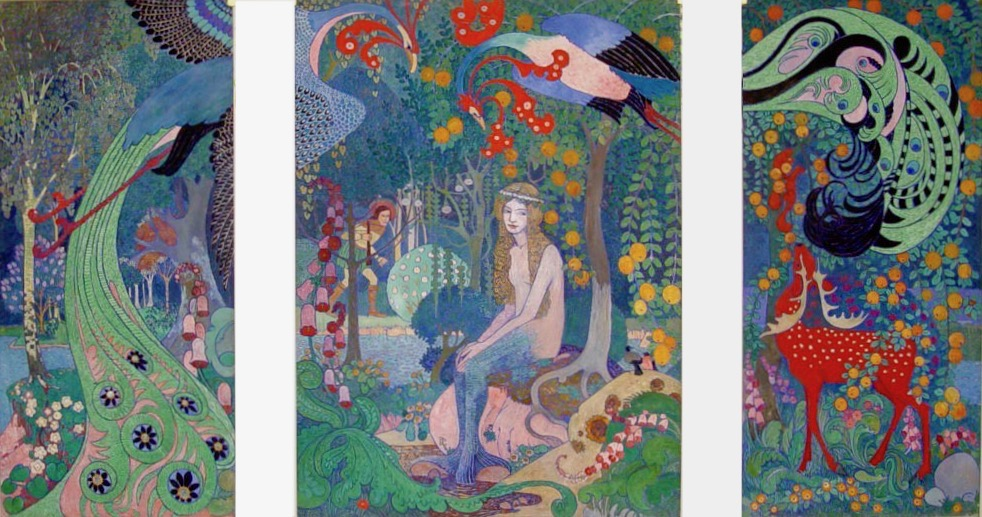
Мелюзина. Триптих. Ок. 1912. Баркенхоф, Ворпсведе
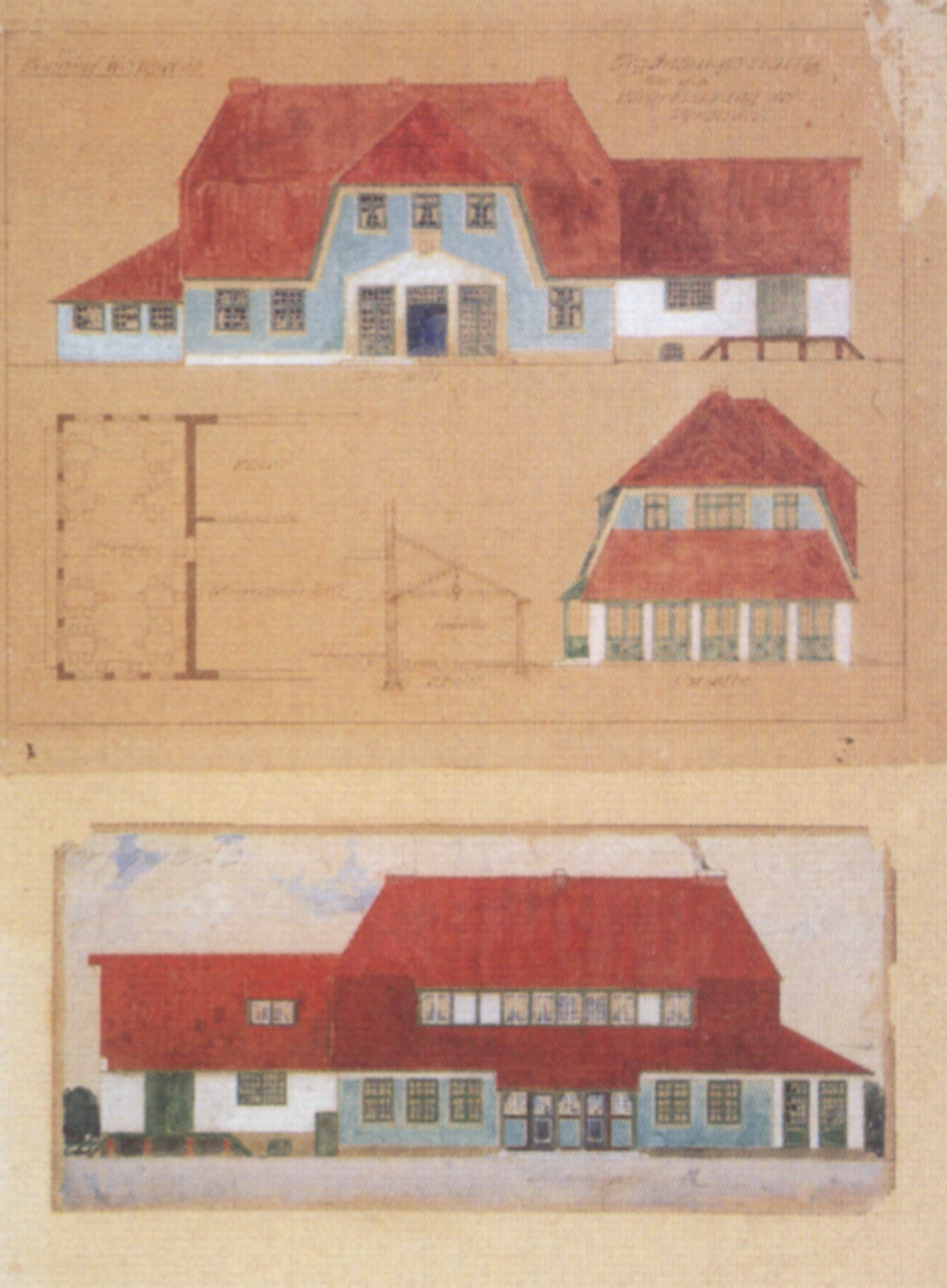
Проект здания вокзала Ворпсведе. Ок. 1909
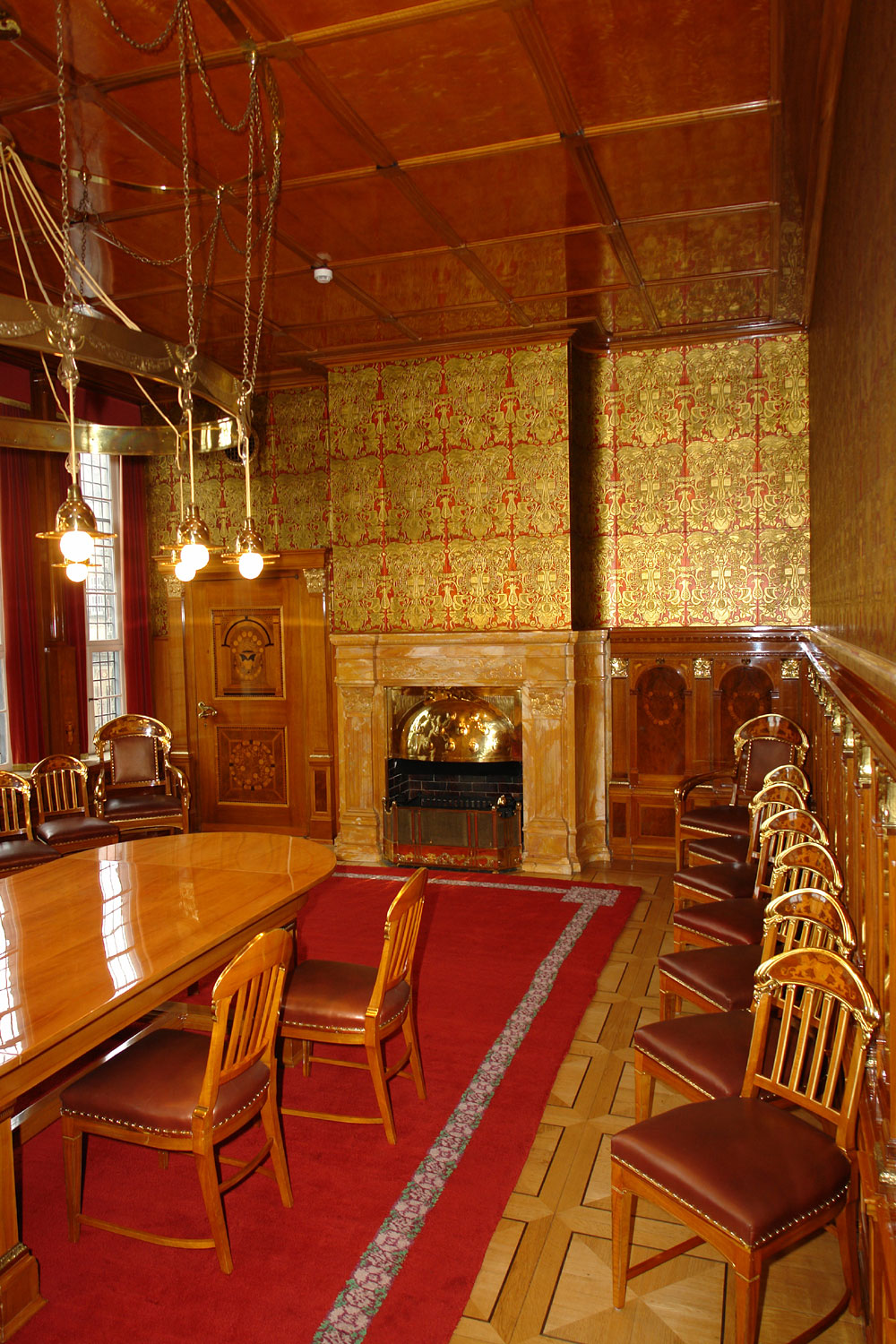
Интерьер зала Бременской Ратуши
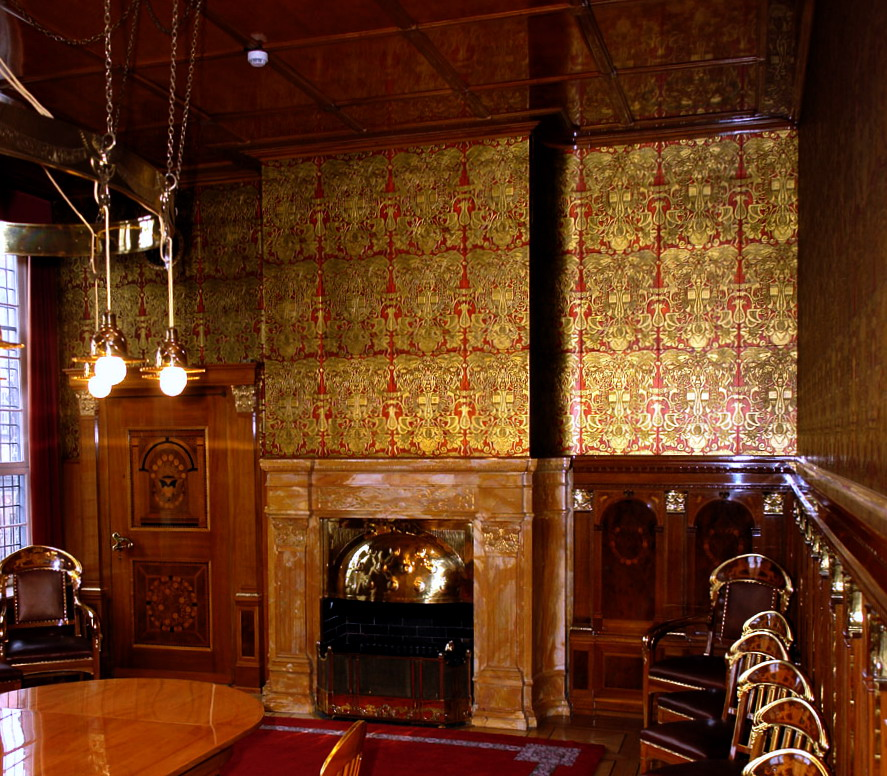
Зал Ратуши. Деталь
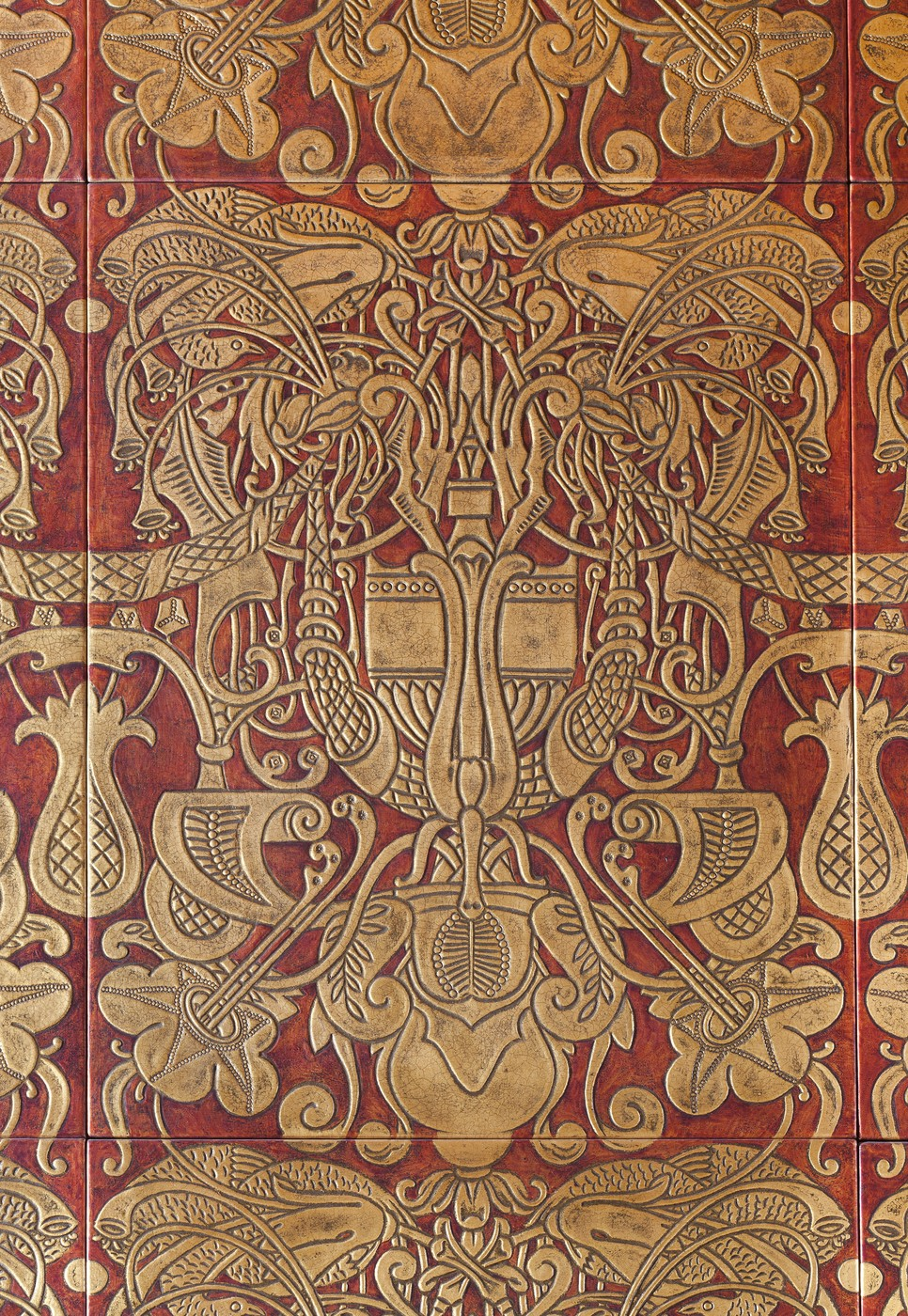
Деталь стенных обоев. 1905
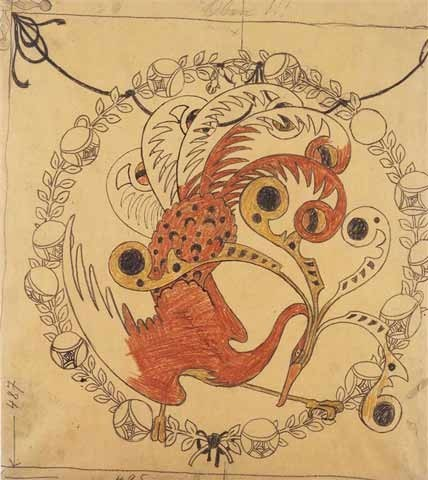
Фантастическая птица в Розарии. 1903—1904
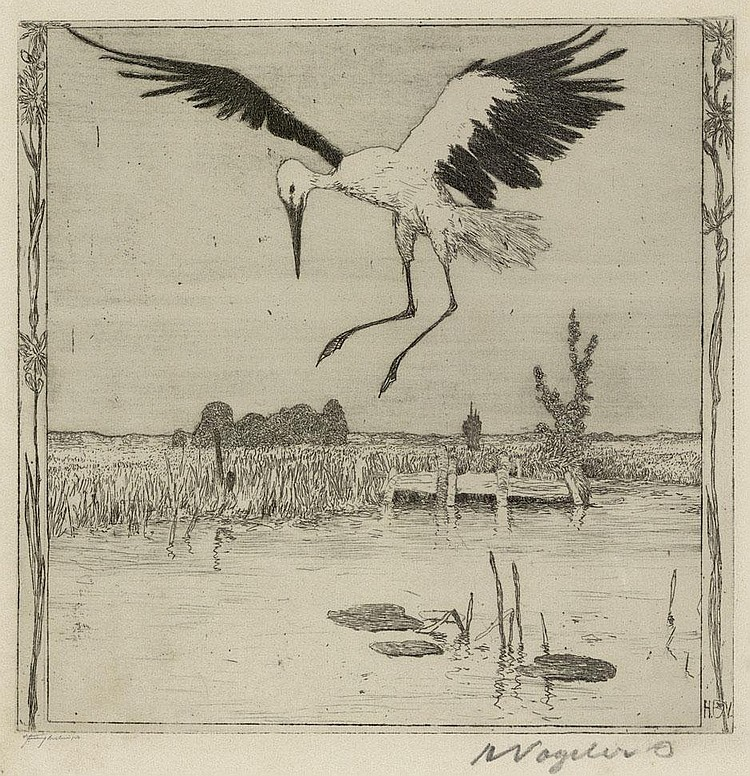
Аист над прудом. 1899. Офорт, акватинта
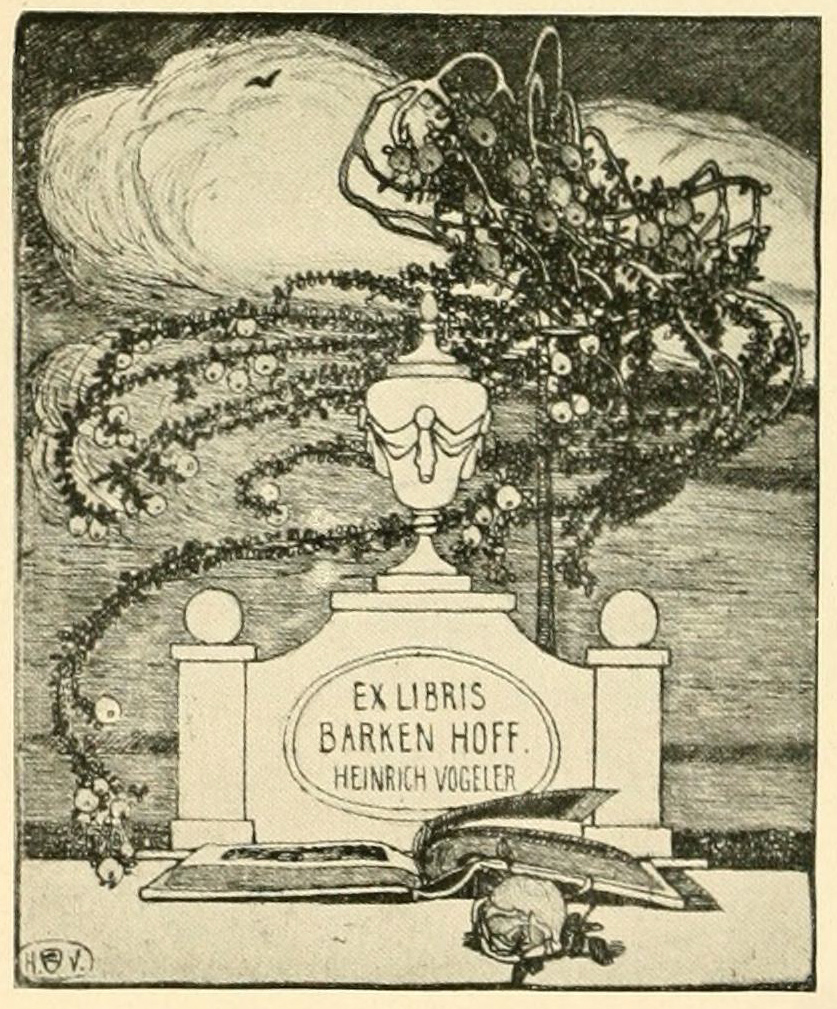
Экслибрис Баркенхоф. 1901
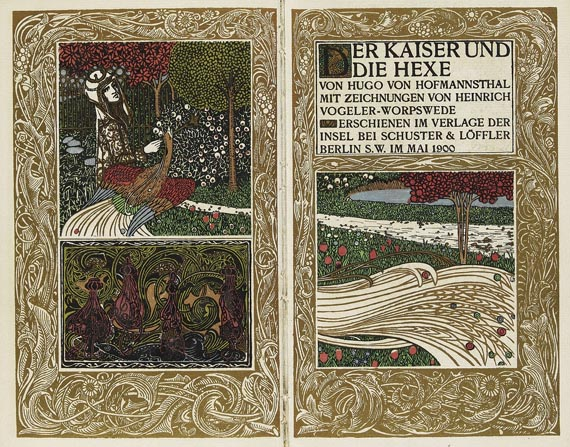
Оформление издания: Гуго фон Гофмансталь. Император и ведьма. Берлин, Шустер и Леффлер. 1900
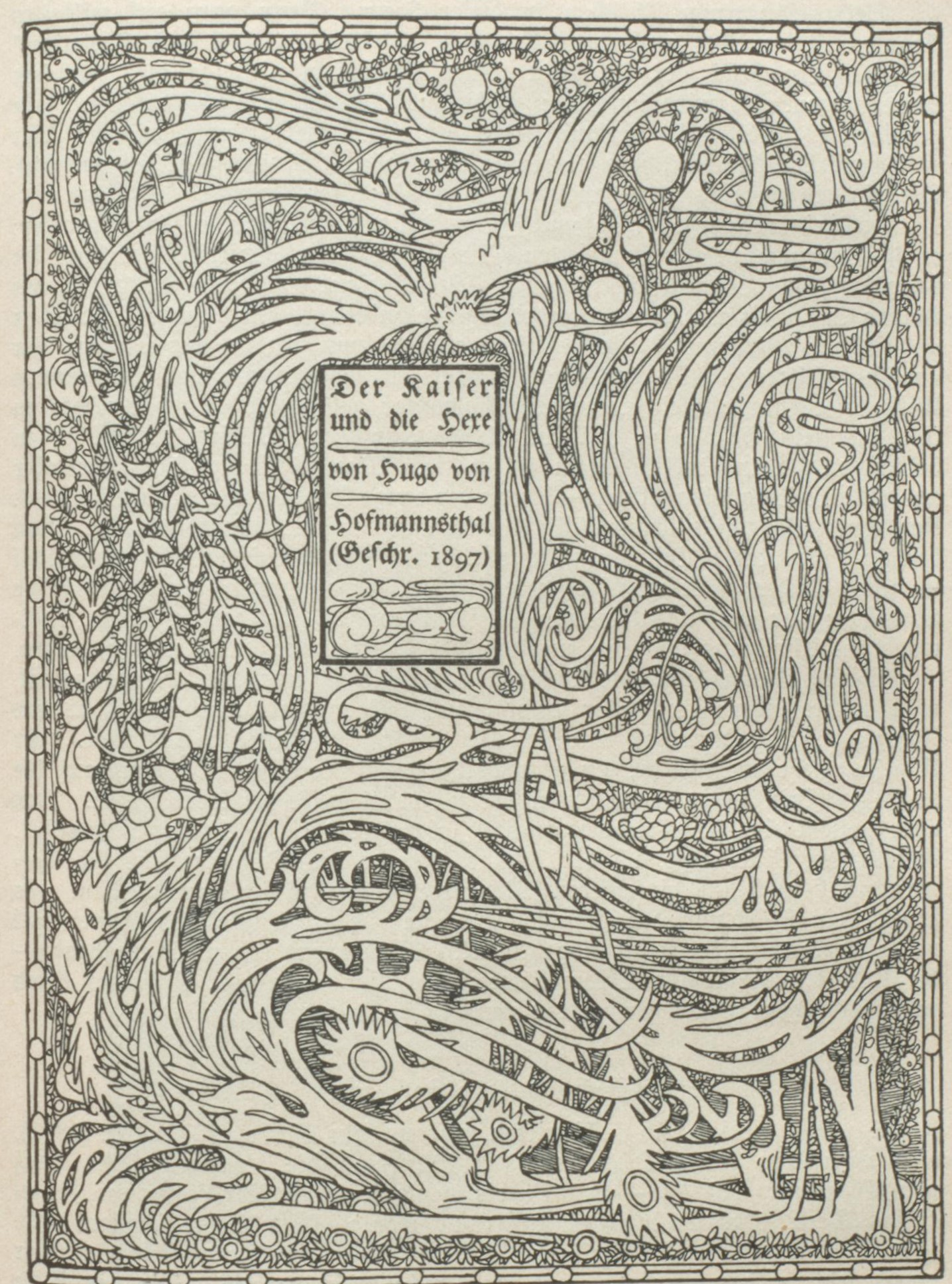
Титульный лист к изданию сочинения Гуго фон Гофмансталя «Император и ведьма»
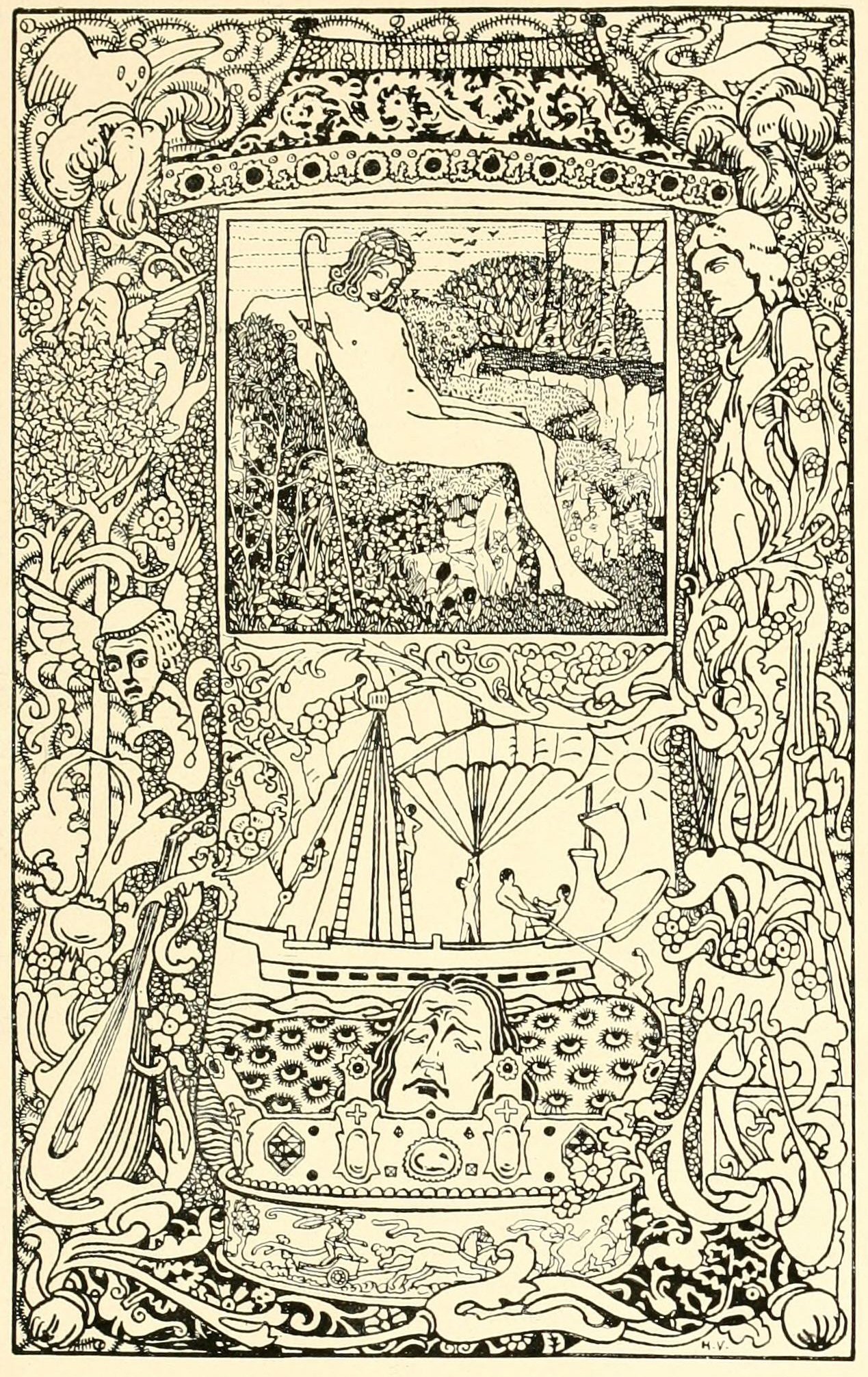
Шмуцтитул: О. Уайльд. Гранатовый домик
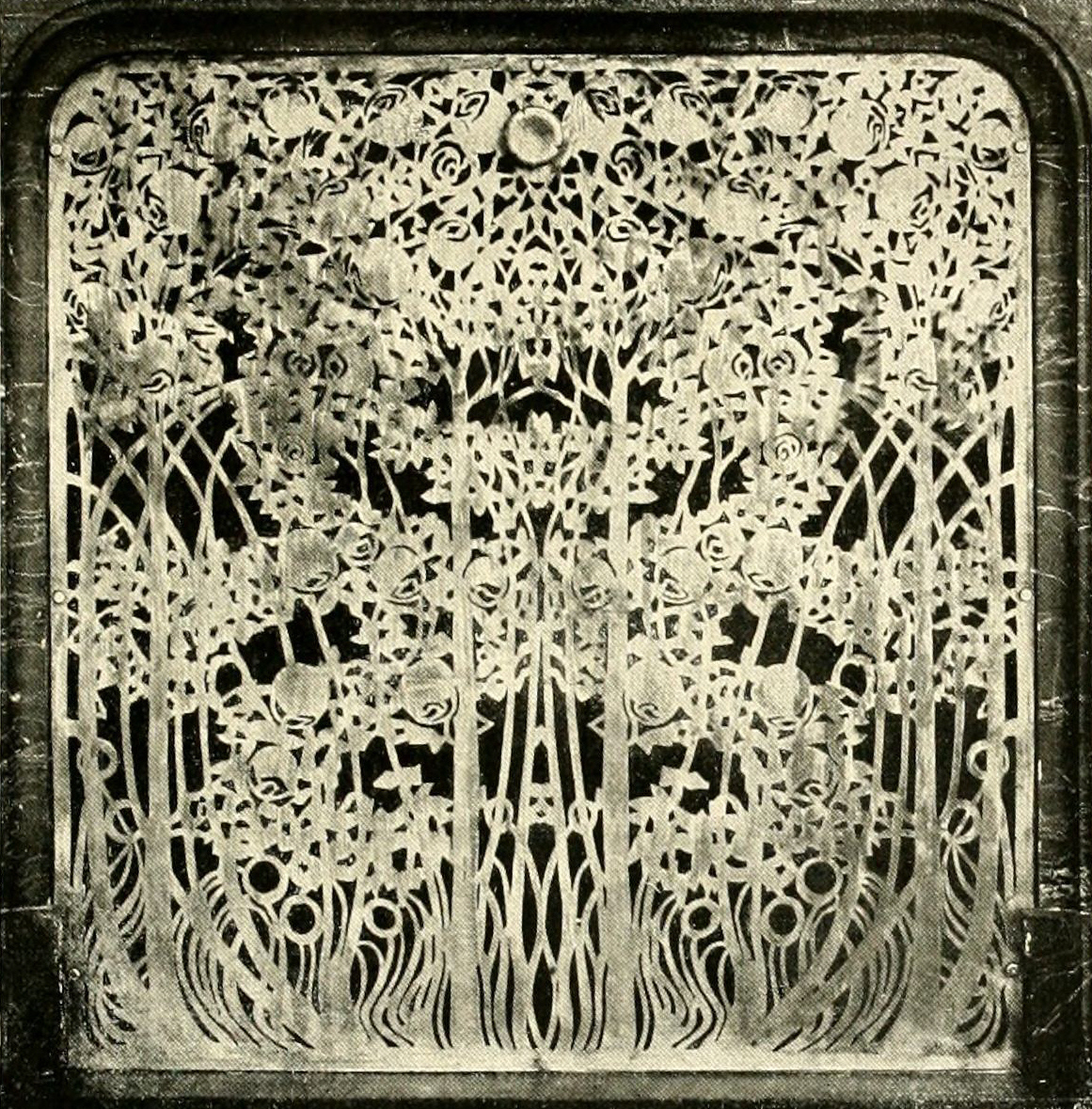
Декоративная решётка камина отопления. 1901
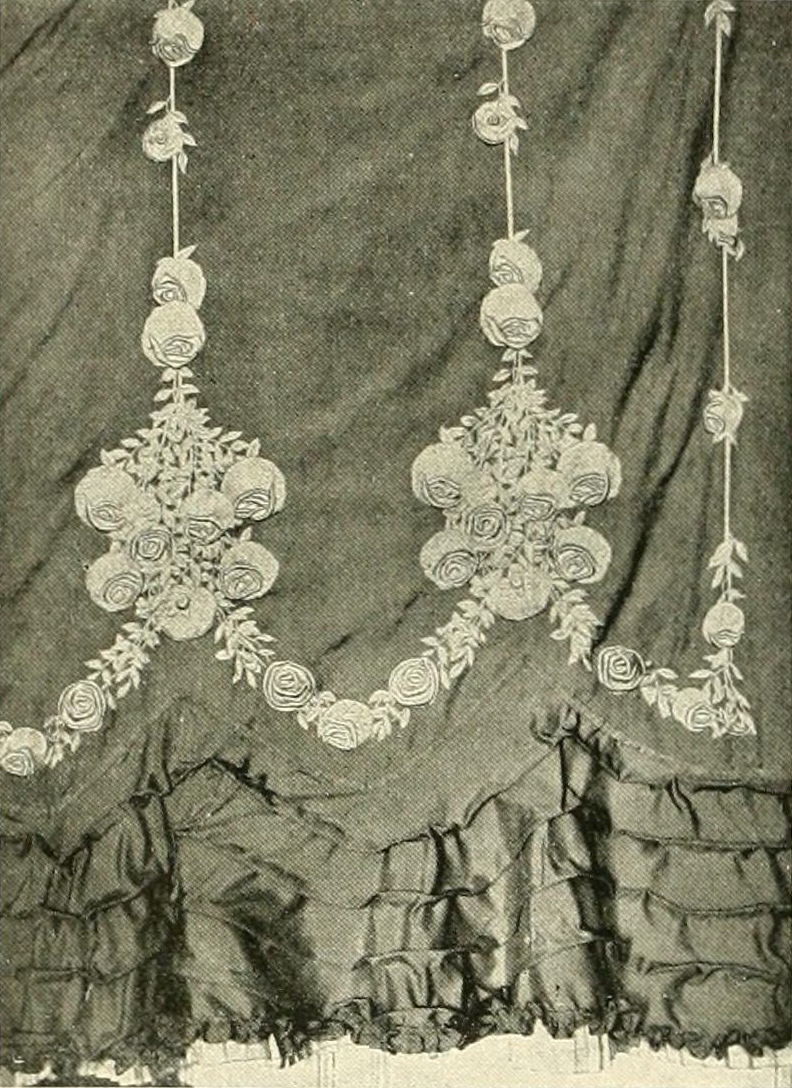
Шторы в Салоне. 1901
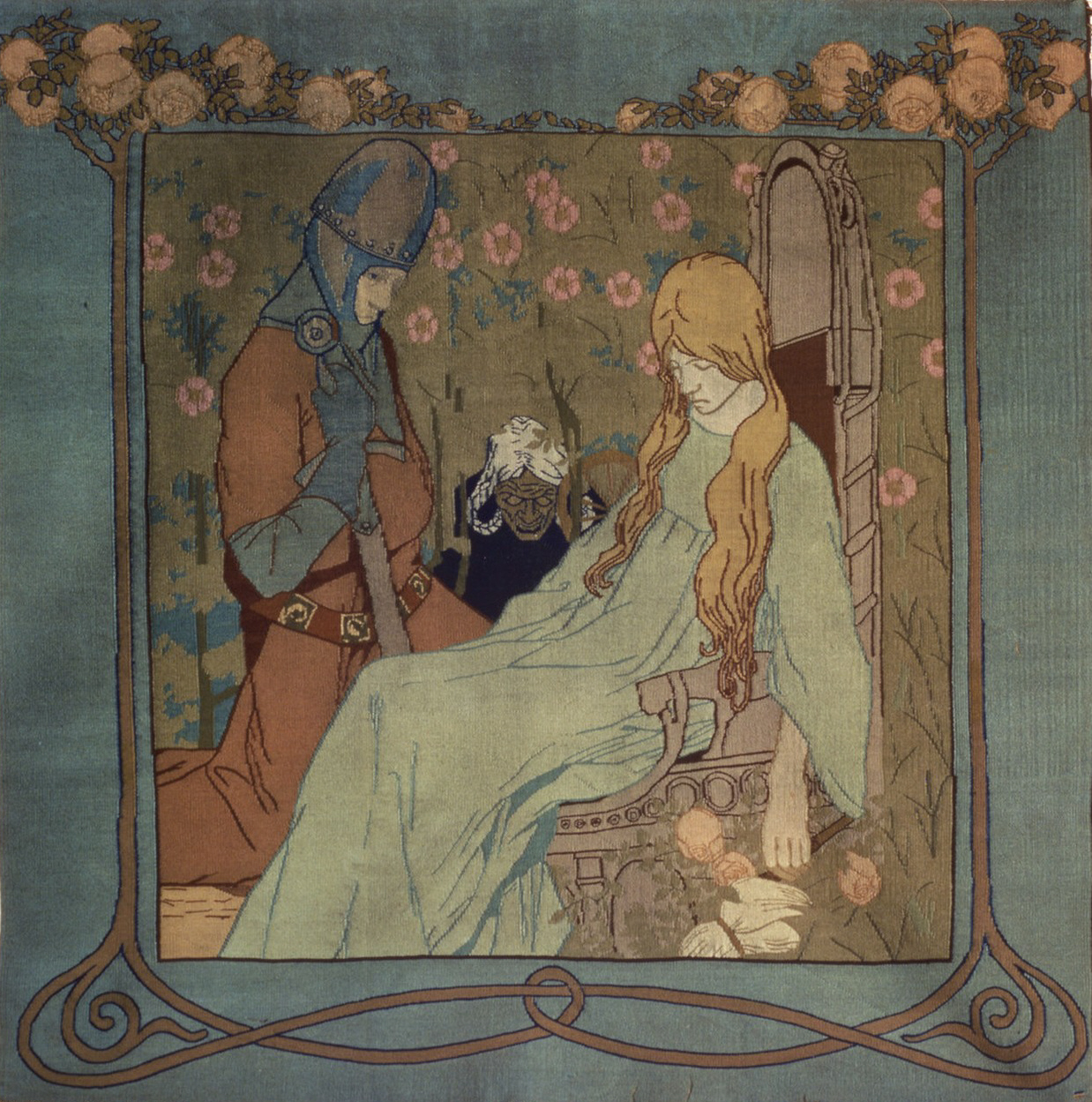
Спящая красавица. 1898. Шпалера
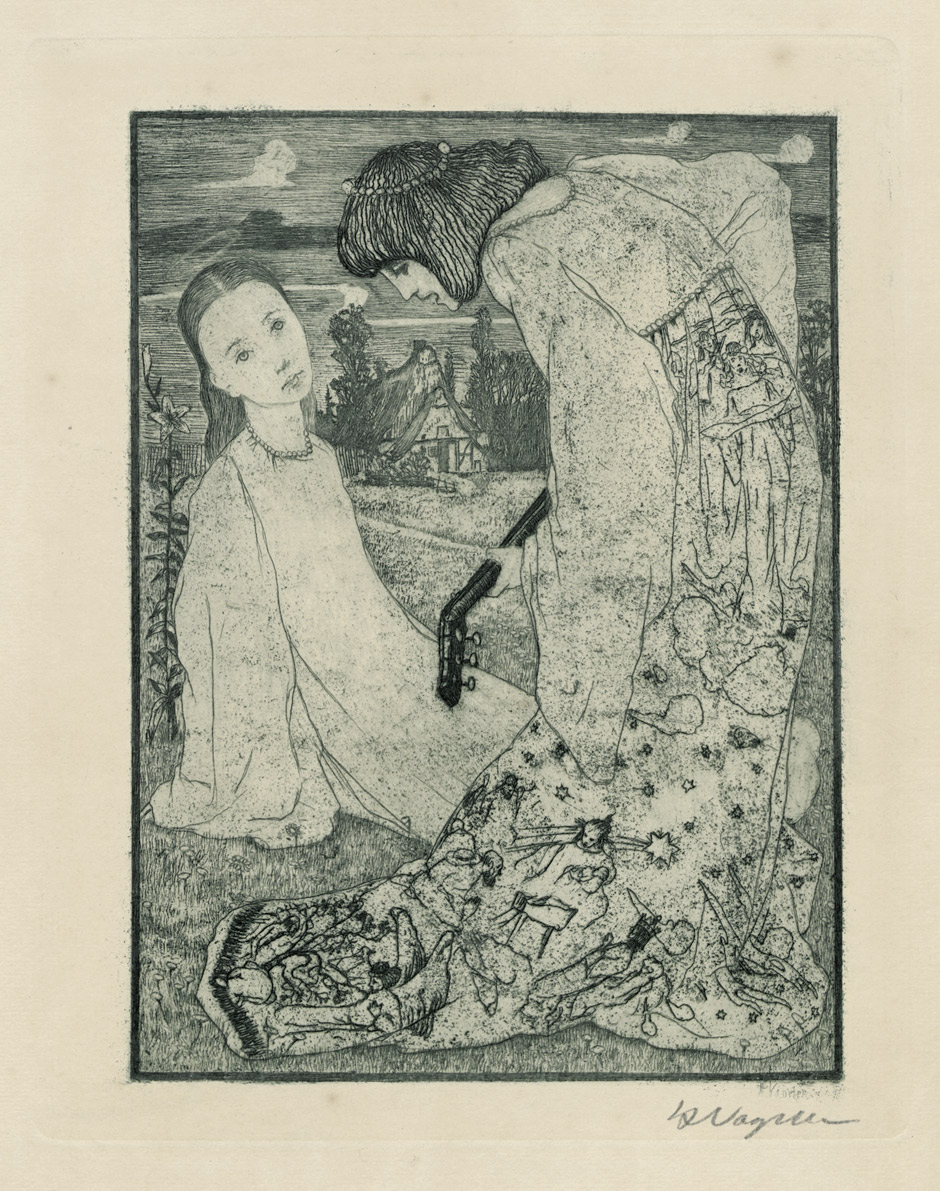
Благая весть. Офорт. 1895
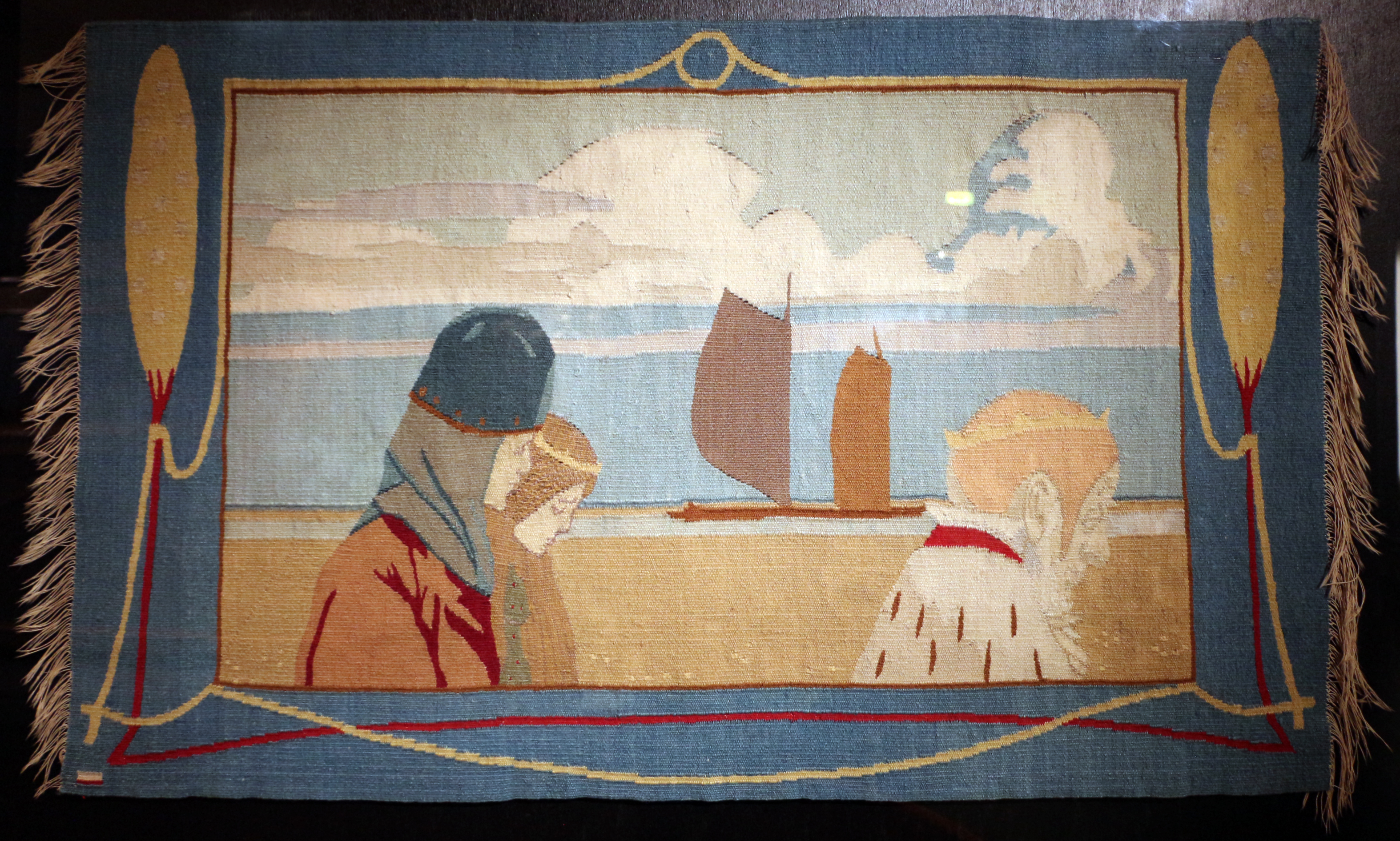
Прогулка. Ковёр. 1899
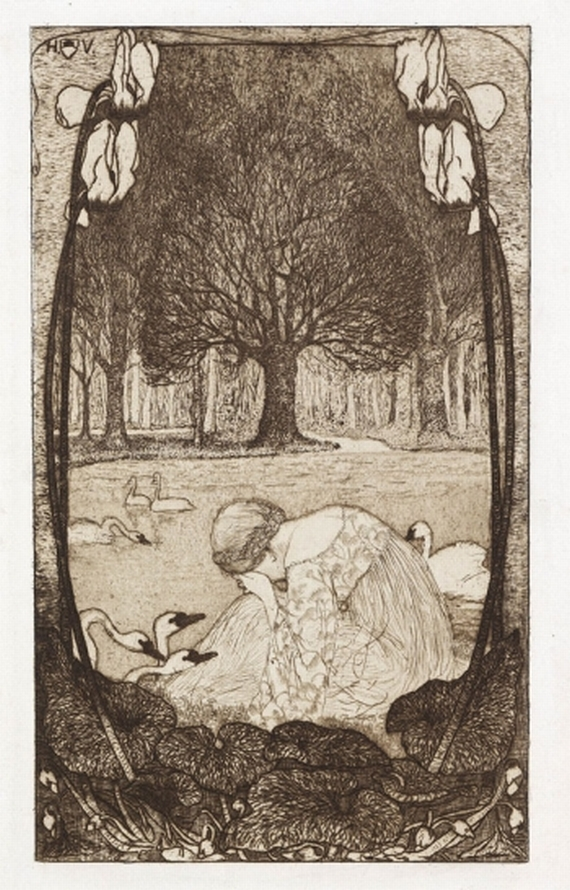
Семь лебедей. 1898. Иллюстрация. Офорт, акватинта
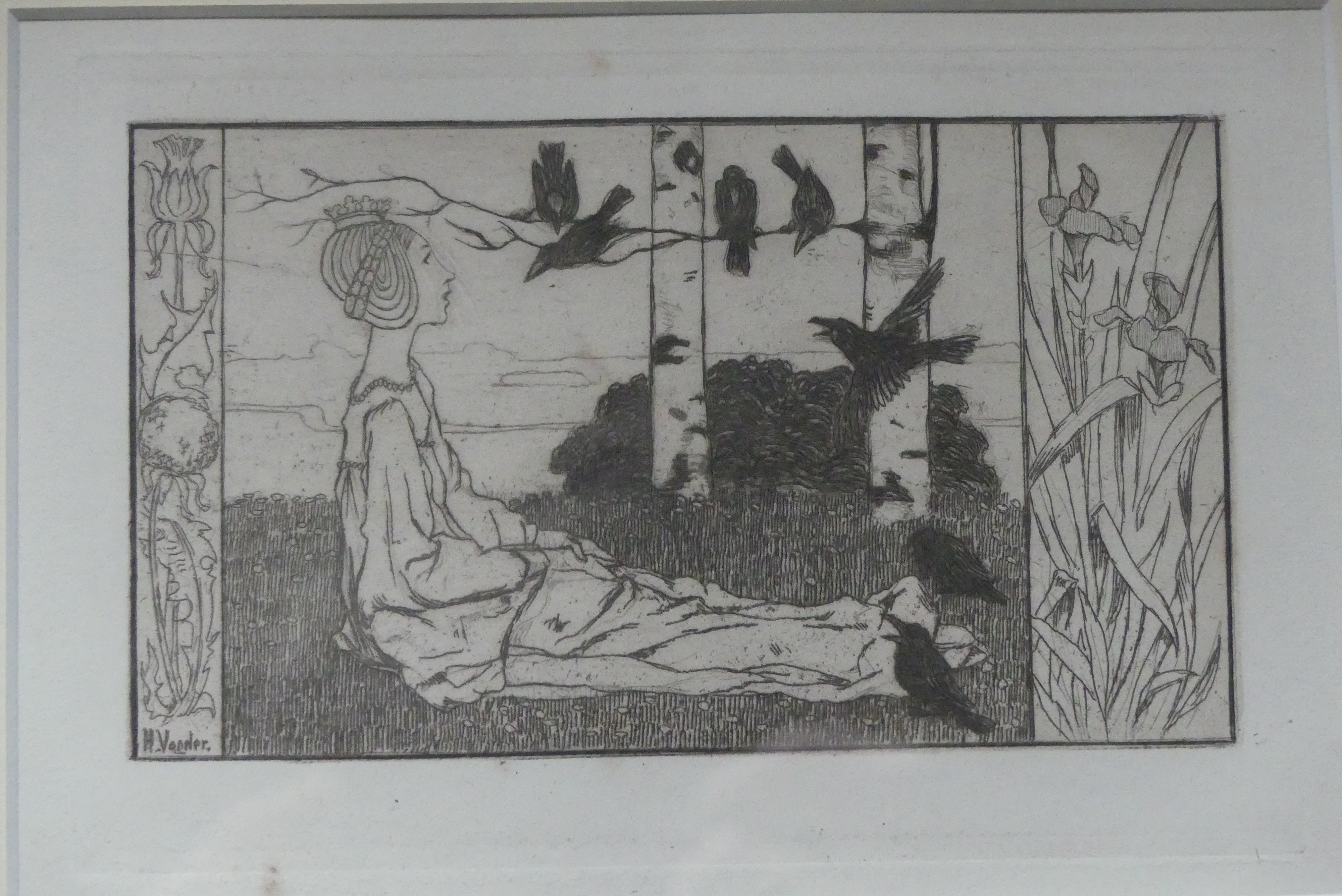
Семь воронов. 1895. Офорт
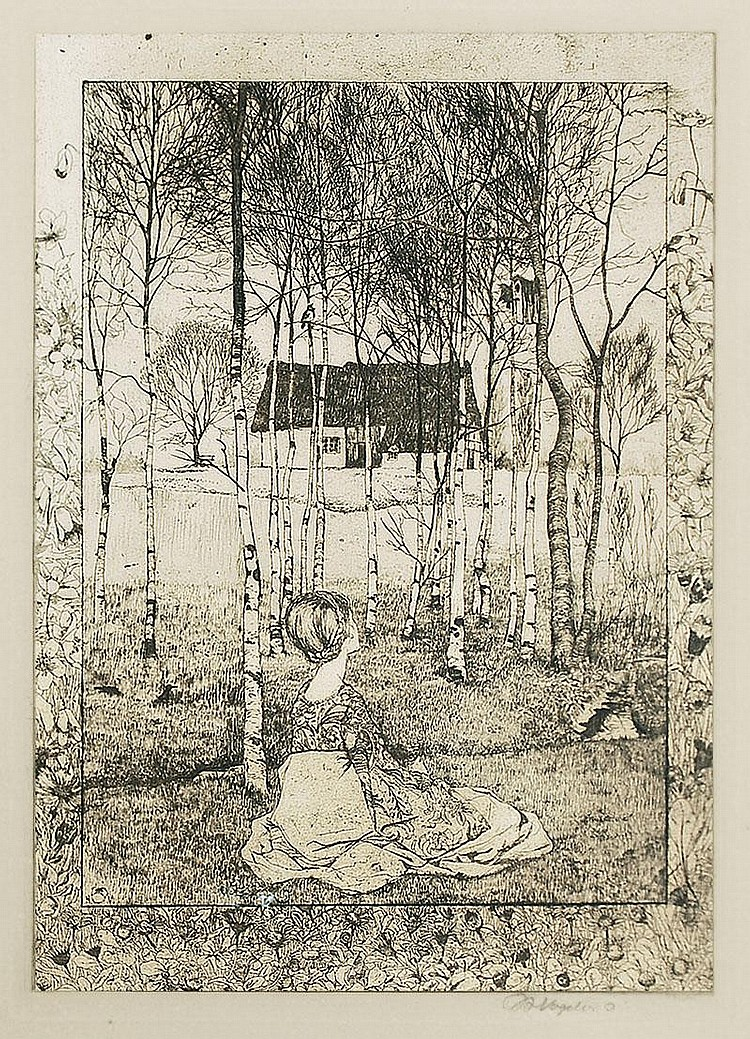
Весна. 1896. Офорт
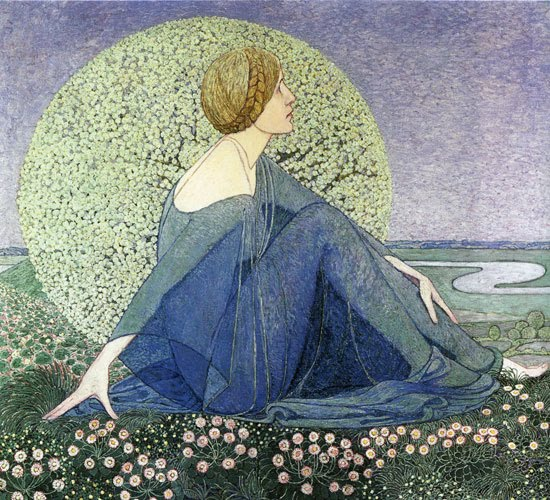
Ожидание (Мечты). 1912. Картон, темпера

## Поздние произведения

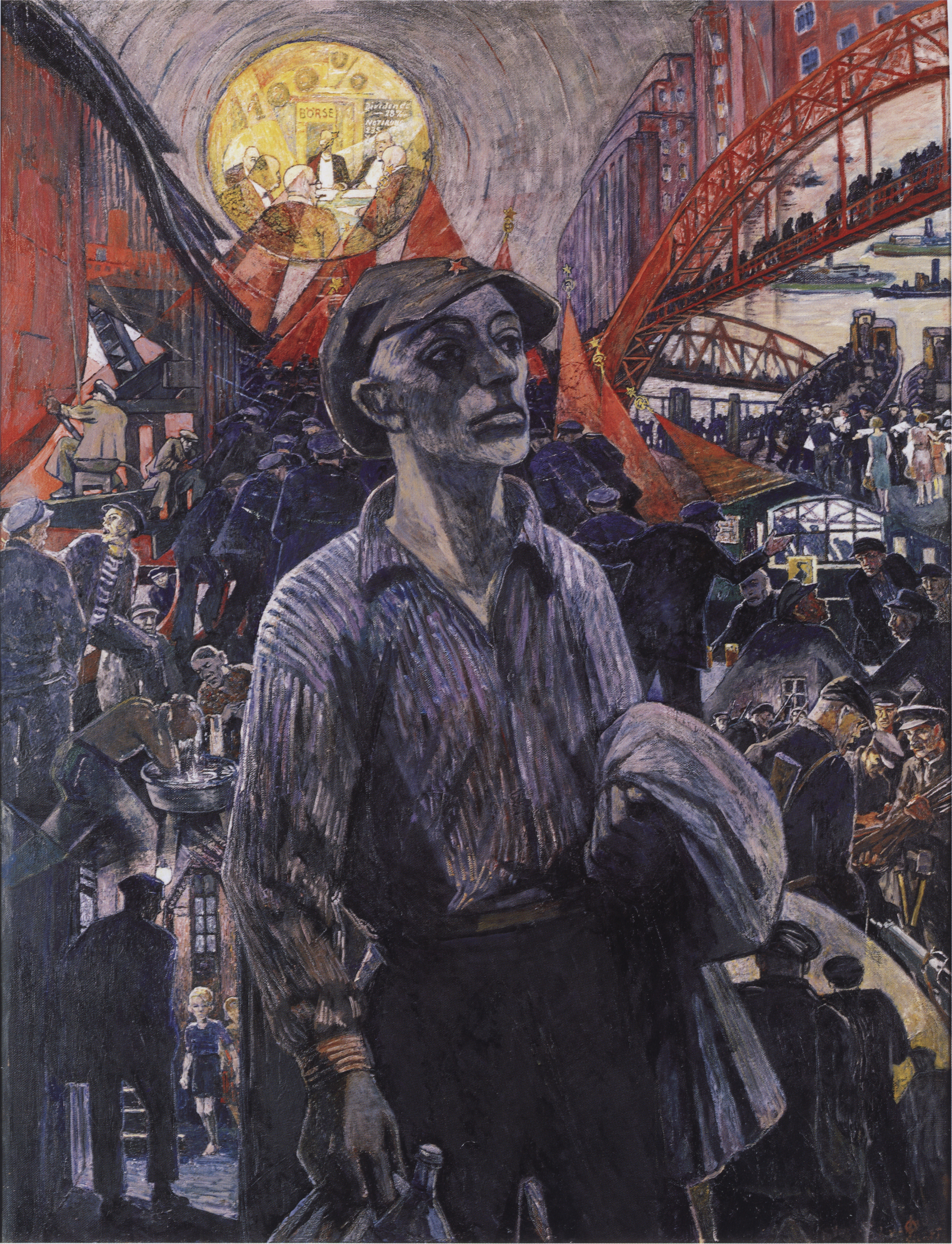
Рабочий гамбургских верфей. 1928
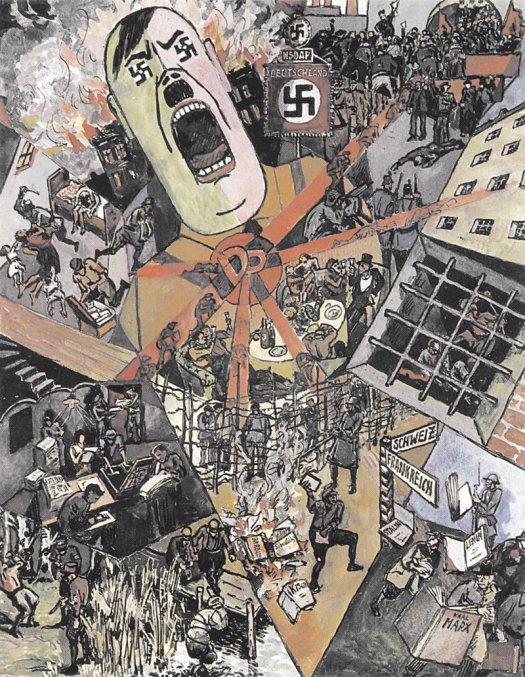
Третий Рейх. 1934
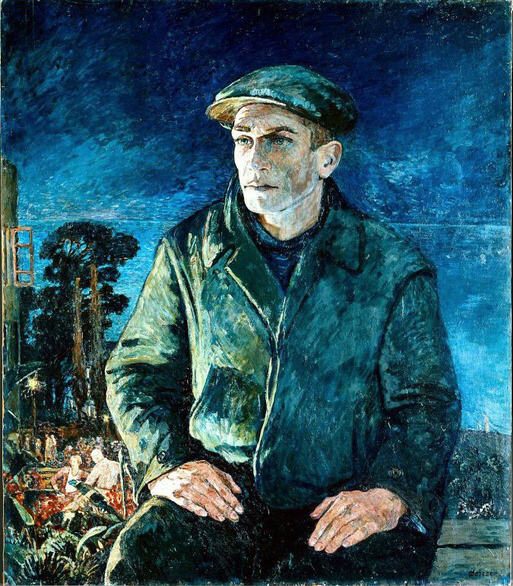
Немецкий стахановец. 1936
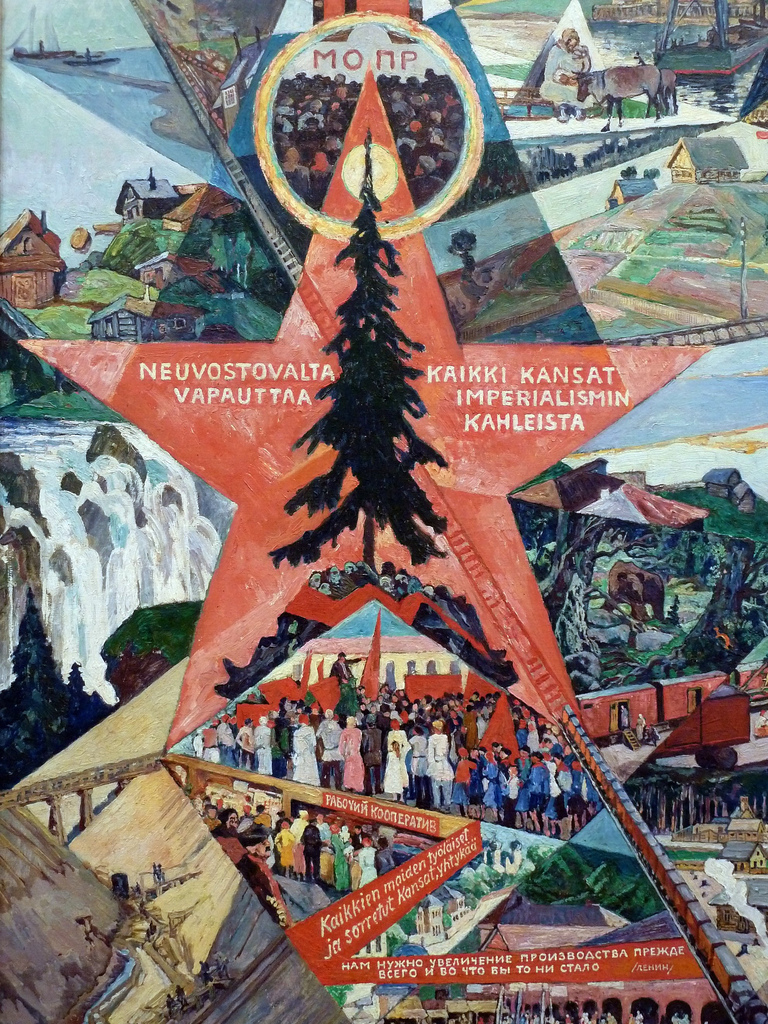
Карелия и Мурманск. 1926. Деталь
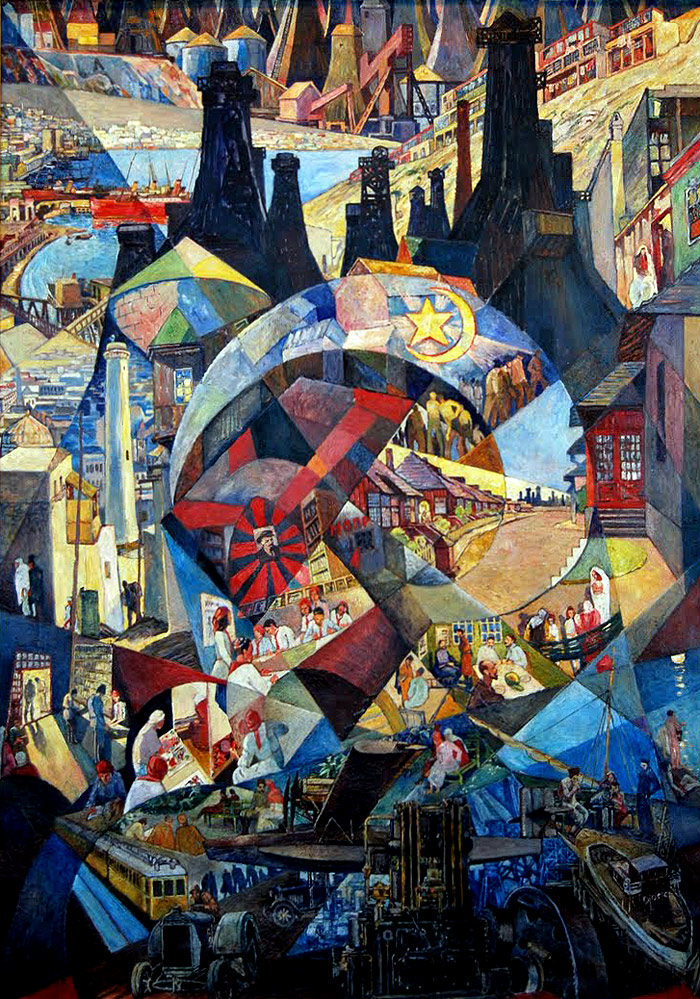
Баку. 1927

## Семья

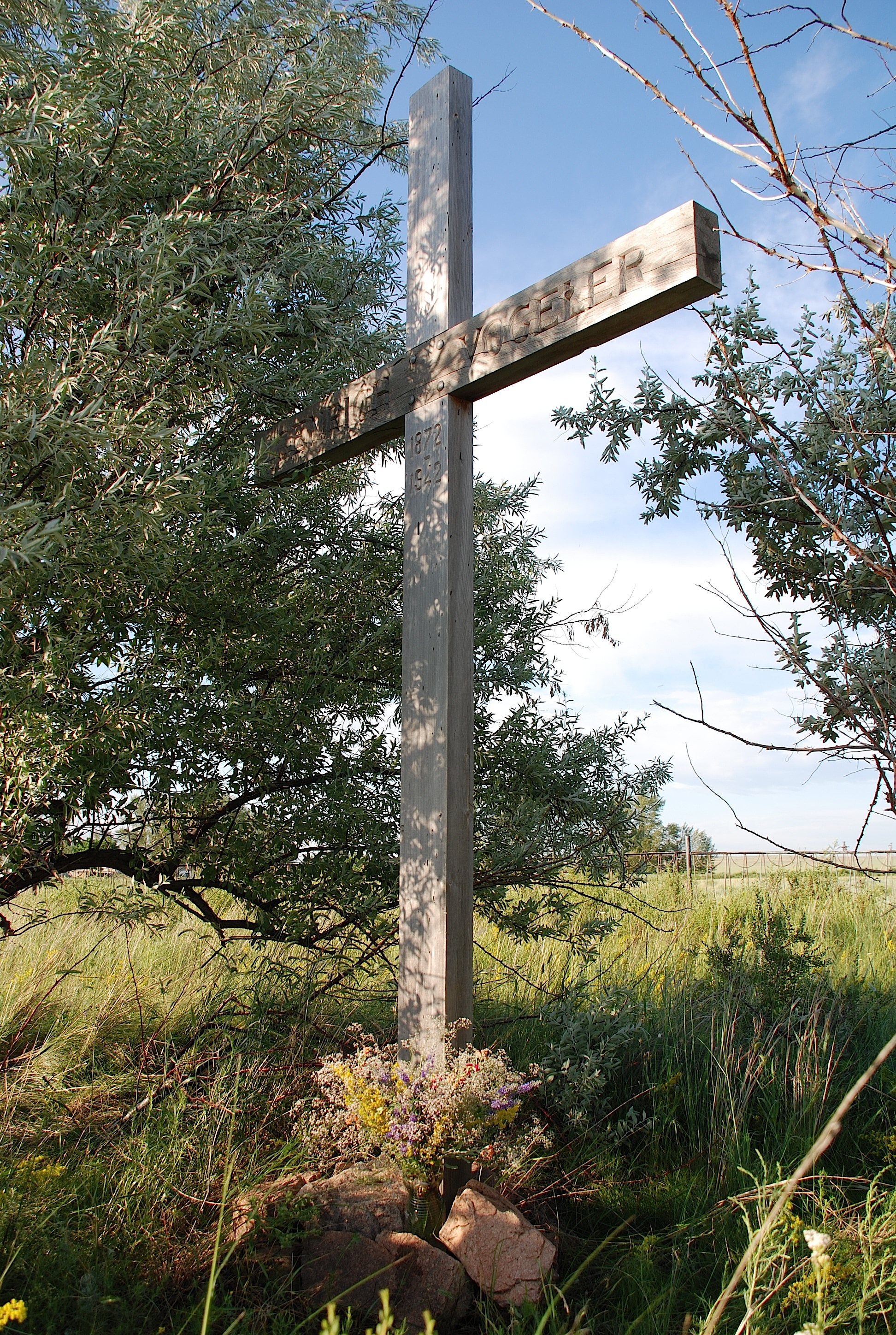
Крест на предполагаемом месте захоронения Генриха Фогелера в Казахстане

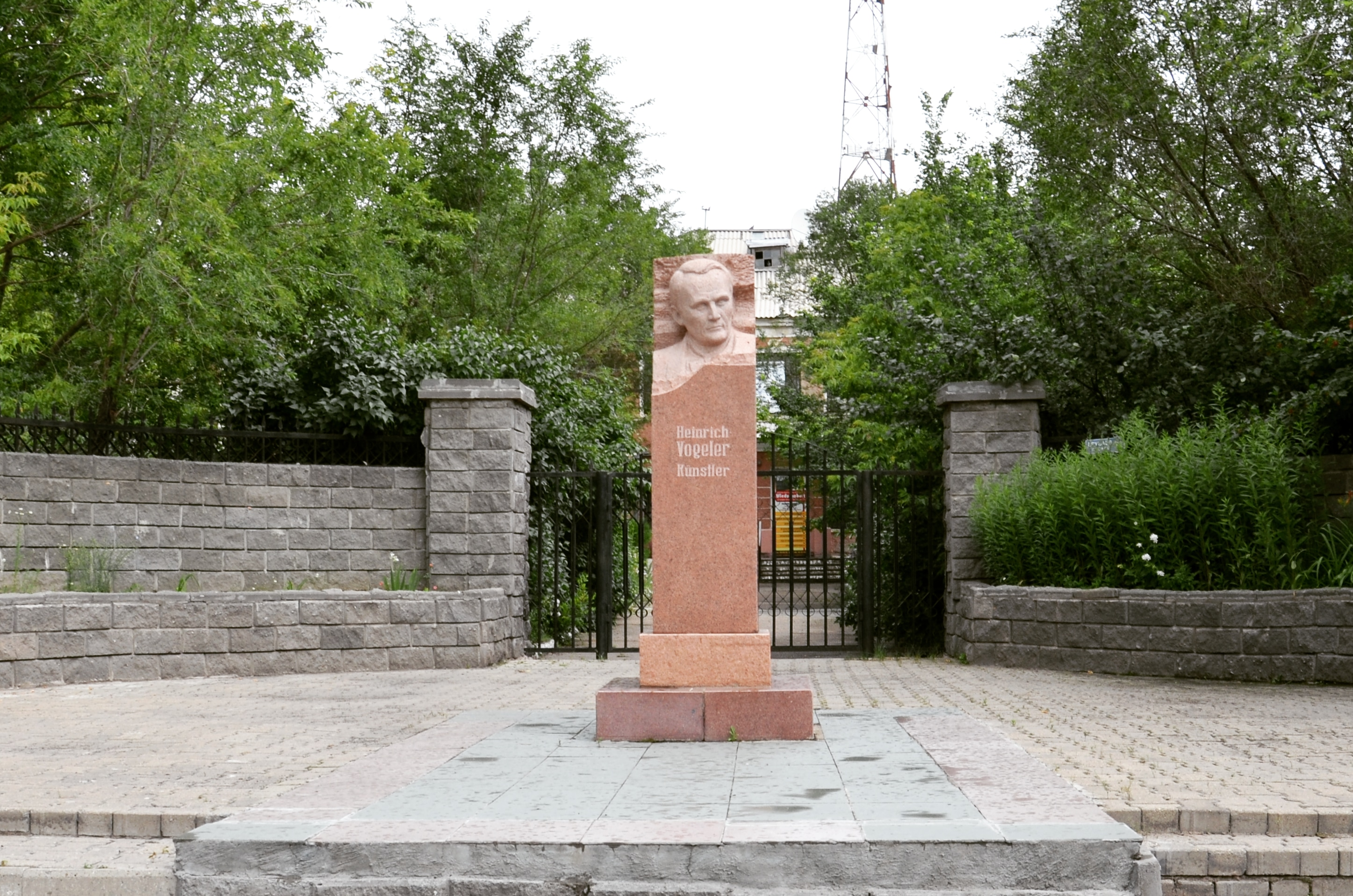
Памятник Г. Фогелеру. 1999. Караганда

В 1901 году Генрих Фогелер женился на Марте Шрёдер, в том же году родилась их первая дочь Мари-Луиза (Мике). В 1903 году на свет появилась вторая дочь Беттина, и в 1905 году — третья дочь Марта. Мари-Луиза впоследствии вышла замуж за писателя и журналиста Густава Реглера. В 1926 году супруги разошлись. 
Второй женой художника (официально с 1926 года) стала Софья Мархлевская, дочь польского коммуниста Юлиана Мархлевского. Их сын — Юрген Фогелер (1923—2005), советский философ и профессор Московского государственного университета.

## Память
В 1997 году на предполагаемом месте захоронения художника был установлен большой деревянный крест. В 2015 году там же были установлены надгробные плиты.
В 1999 году в Караганде, возле Немецкого культурного центра Wiedergeburt был установлен мемориал Генриху Фогелеру по проекту Анатолия Билыка.